# Geschichte Ungarns
Die Geschichte Ungarns umfasst die Geschehnisse in der Pannonischen Tiefebene bis zur Landnahme Ende des 9. Jahrhunderts durch die Magyaren und deren Geschichte von der Herkunft über das Königreich Ungarn bis zum heutigen Ungarn innerhalb der Europäischen Union.

Wappen Ungarns

Nach Beendigung der Bedrohung Mittel- und Westeuropas durch die magyarischen Reiterarmeen nach der Schlacht auf dem Lechfeld kam es im Anschluss an die Christianisierung und Gründung des Königreichs Ungarn zur Konsolidierung und Sesshaftwerdung der nomadisierenden Magyaren in der pannonischen Tiefebene südlich und westlich des Karpatenbogens. Im 12. Jahrhundert begann eine Personalunion mit Kroatien, auch Bosnien und die kleine Walachei waren längere Zeit unter ungarischer Herrschaft. Unter Matthias Corvinus erreichte Ungarn seine größte Ausdehnung, Ostösterreich, Mähren und Schlesien waren kurzzeitig ungarisch.
In der Schlacht von Mohács 1526 gegen die Osmanen verlor Ungarn durch den Tod König Ludwigs II. und eines großen Teils des Adels seine Selbständigkeit. Mehr als zwei Drittel des Landes wurden osmanisch, darunter Siebenbürgen als Vasall der Pforte. Das restliche Königliche Ungarn, bestehend aus einem schmalen Streifen im Westen, Oberungarn und dem Westen Kroatiens, fiel als Erbe an die Habsburger. Ungarn blieb lange Zeit Schlachtfeld zwischen dem Osmanischen Reich und der Habsburger Monarchie. Weite Landstriche wurden dadurch entvölkert, einige Gebiete sind später durch deutsche und serbische Siedler neu bevölkert worden.
Nach der Zweiten Wiener Belagerung durch die Türken 1683 gelang es der habsburgischen Armee mit deutscher und polnischer Unterstützung das osmanische Ungarn zurückzuerobern. Gegen die habsburgische Herrschaft gab es immer wieder langwierige, letztlich erfolglose Aufstände wie die Kuruzenaufstände oder die Revolution von 1848/49. Durch die äußere Schwäche des Kaisertums Österreich war Kaiser Franz Josef 1867 gezwungen, einen Ausgleich mit Ungarn einzugehen. Als Teil Österreich-Ungarns erhielt das Land weitgehende Selbständigkeit, war jedoch ein Vielvölkerreich, da die Magyaren nur rund die Hälfte der Bevölkerung ausmachten. Nach der Niederlage der Doppelmonarchie im Ersten Weltkrieg verlor Ungarn im Frieden von Trianon etwa zwei Drittel seines Territoriums und seiner Bevölkerung. Darunter waren auch drei Millionen Magyaren in Siebenbürgen, der Südslowakei und der Vojvodina.
Die Revision der Grenzen von Trianon wurde das bestimmende Element in der ungarischen Politik. Im Bündnis mit dem nationalsozialistischen Deutschland wurden ungarisch besiedelte und weitere Gebiete in den Jahren 1938 bis 1941 wieder dem Staatsgebiet einverleibt. Als sich die deutsche Niederlage im Zweiten Weltkrieg abzeichnete, versuchte die Regierung auf die Seite der Alliierten zu wechseln, worauf die deutsche Armee die Kontrolle übernahm und rund 500.000 ungarische Juden dem Holocaust zum Opfer fielen. Nach dem Einmarsch der Roten Armee fiel Ungarn der sowjetischen Einflusssphäre zu und es wurde die Ungarische Volksrepublik ausgerufen, wieder in den Grenzen von Trianon. Nach der blutigen Niederschlagung des Volksaufstandes 1956 entstand im Land unter János Kádár das System des so genannten Gulaschkommunismus. 1989 ging unter anderem von Ungarn der Fall des Eisernen Vorhangs und damit das Ende des Warschauer Paktes 1991 aus. Heute ist Ungarn Mitglied der EU und hat mit wirtschaftlichen und politischen Problemen zu kämpfen.

## Karpatenbecken vor der Landnahme durch die Magyaren
Die ältesten archäologischen Funde bei Ausgrabungen im Karpatenbecken stammen aus der Altsteinzeit (dem Paläolithikum). Einer der wichtigsten Fundorte wurde in dem Zusammenhang der Ort Vértesszőlős, wo Geröllindustrien des Homo erectus entdeckt wurden. Für die Zeit bis zur frühen Eisenzeit gibt es bis heute kaum verlässliche Hinweise und Funde, die auf die Bewohner des Karpatenbeckens hindeuten.
Die ersten schriftlichen Überlieferungen über Völker, die auf dem Gebiet des heutigen Ungarns siedelten, sind frühestens aus dem 6. Jahrhundert v. Chr. bekannt. Herodot – ein griechischer Historiker, Geograph und Völkerkundler – erwähnte in dieser Zeit erstmals Völker, die eine nordiranische Sprache sprachen und zur Gruppe der mit den Skythen verwandten Steppenvölkern gehörten. Später versuchten die Kelten, Fuß im Karpatenbecken zu fassen, was ihnen auch bis zur zweiten Hälfte des 4. Jahrhunderts v. Chr. gelang. Vom Karpatenbecken aus unternahmen die Kelten von da an ihre weitläufigen Eroberungszüge.

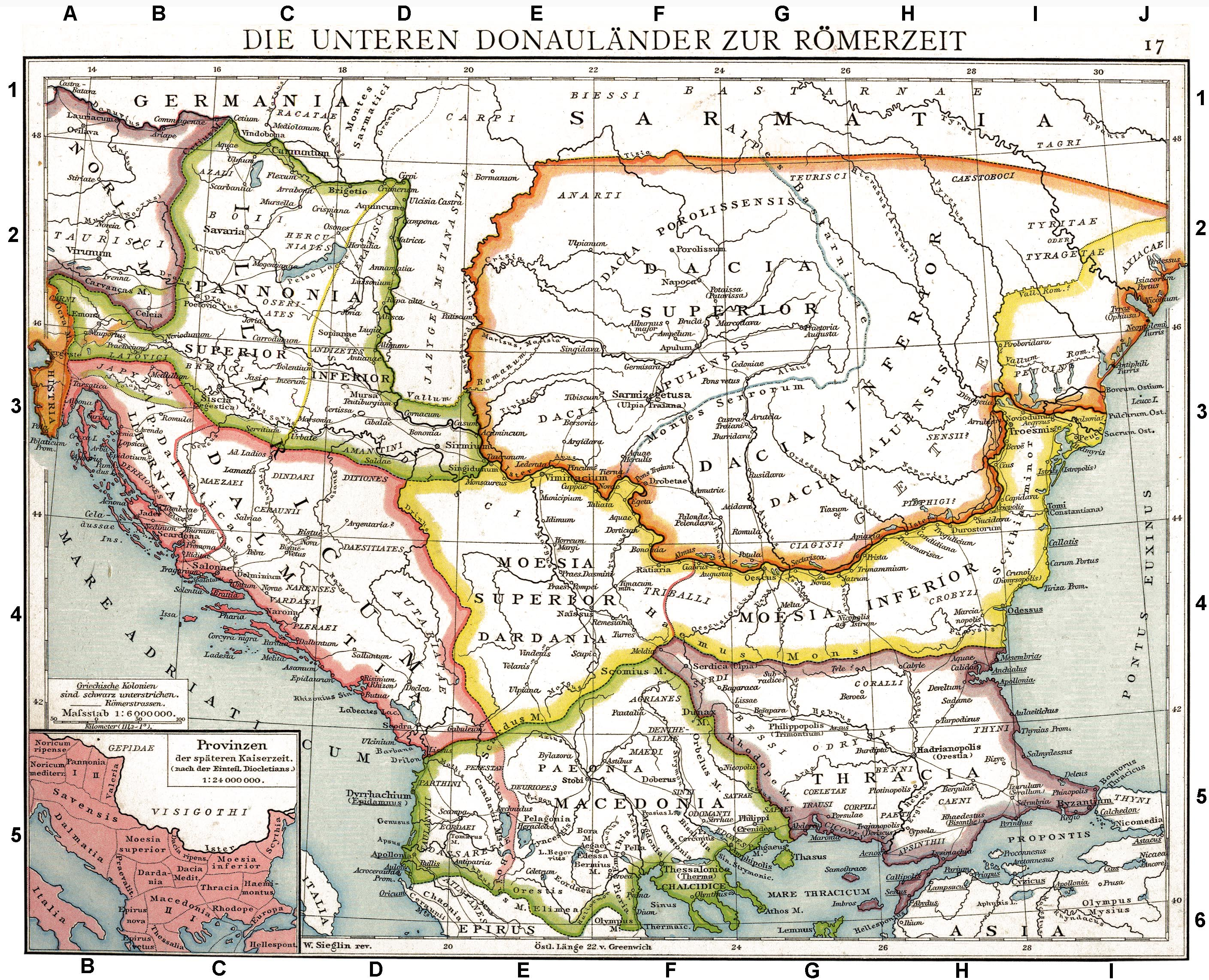
Römische Provinzen in Südosteuropa

29 v. Chr. betraten erstmals römische Legionen das Karpatenbecken. Durch die folgenden Dakerkriege wurden große Teile Pannoniens verwüstet, und Rom eroberte weite Teile Illyriens bis zur Drau. Wenig später, im ersten Pannonischen Krieg von 12 bis 9 v. Chr., eroberten die Brüder Tiberius und Drusus Pannonien vollends. Ausschlaggebend für den Expansionsdrang des Römischen Reiches in Richtung Karpaten war einerseits die Notwendigkeit, die Grenzen des Reichs gegen die Daker und die Germanen zu sichern. Auf der anderen Seite waren es wirtschaftliche Abwägungen, da die Region Pannonien bekannt für ihre Eisenproduktion und den Ertrag ihrer Landwirtschaft war. Jedoch gelang es Rom erst nach der Niederschlagung des Pannonischen Aufstandes durch Tiberius, Pannonien zu einer seiner Provinzen zu machen. Hauptstadt der neuen Provinz, die sich auf das heutige Gebiet Transdanubien sowie auf das Gebiet zwischen Drau und Save erstreckte, wurde die östlich von Wien gelegene Stadt Carnuntum. Bis 103/6 n. Chr. war Pannonien in zwei und später unter Diokletian in vier Provinzen geteilt. Pannonien genoss viele Vorteile durch die Eingliederung in das Römische Reich und in dessen Organisation. So wurden Städte wie Savaria (Szombathely), Sopianae (Pécs) und Aquincum mit groß angelegten Bauwerken, mit Zentralheizung und Thermen sowie Amphitheatern ausgestattet. Im Zuge der Einführung des römischen Rechtssystems verbreitete sich auch das Schrifttum rasant, weil die öffentlichen Angelegenheiten von nun an auf der Grundlage schriftlich festgelegten Rechts abgewickelt wurden. Auch das Christentum hielt um 400 Einzug in Pannonien.
Das nächste größere Ereignis im Karpatenbecken geschah in den 430er Jahren, als das Römische Reich die Herrschaft über Pannonien an die Hunnen abtrat. Attila, König der Hunnen, verfolgte ehrgeizige Pläne, die er 451 durch die Schlacht auf den Katalaunischen Feldern gegen das Römische Reich umzusetzen versuchte. Die Schlacht endete aber mit Attilas Niederlage, woraufhin sich die Hunnen zurückziehen mussten. Nach dem Tod Attilas 453 zerfiel das Hunnenreich rasch, zumal in Pannonien die Völker des Karpatenbeckens begannen, sich gegen die Hunnen aufzulehnen. Die Vorherrschaft über das östliche Karpatenbecken übernahmen ab diesem Zeitpunkt die Gepiden, ein germanischer Stamm, der 455 unter Ardarich in der Völkerschlacht am Fluss Nedoa die Hunnen besiegte und sie dadurch zwang, das Karpatenbecken zu verlassen. Das westliche Karpatenbecken wurde damals von den Ostgoten, später von den Langobarden beherrscht. Bald kam es jedoch zu Konflikten zwischen den im Osten lebenden Gepiden und den Langobarden, die von den Awaren ausgenutzt wurden, die sich in den 560er Jahren im gesamten Karpatenbecken ausbreiteten. Die Awaren waren ein zentralasiatisches Reitervolk, das über die nächsten 200–250 Jahre von der Pannonischen Tiefebene aus Eroberungszüge gegen Mitteleuropa führte und in dieser Zeit einen wichtigen Machtfaktor zwischen dem Frankenreich und dem Byzantinischen Reich darstellte.
Weil es im Awarenreich öfter zu Aufständen der Slawen und der Bulgaren kam, die sich mit der Zeit von den Awaren lösen konnten, fiel es Karl dem Großen und dem bulgarischen Khan Krum leicht, die Awaren in ihren Feldzügen zwischen 791 und 803 vernichtend zu schlagen. Nachdem das Awarenreich untergegangen war, zogen vorwiegend Slawen in das Karpatenbecken und bildeten bis zur Landnahme der Ungarn dort die dominierende Ethnie.

## Herkunft der Magyaren

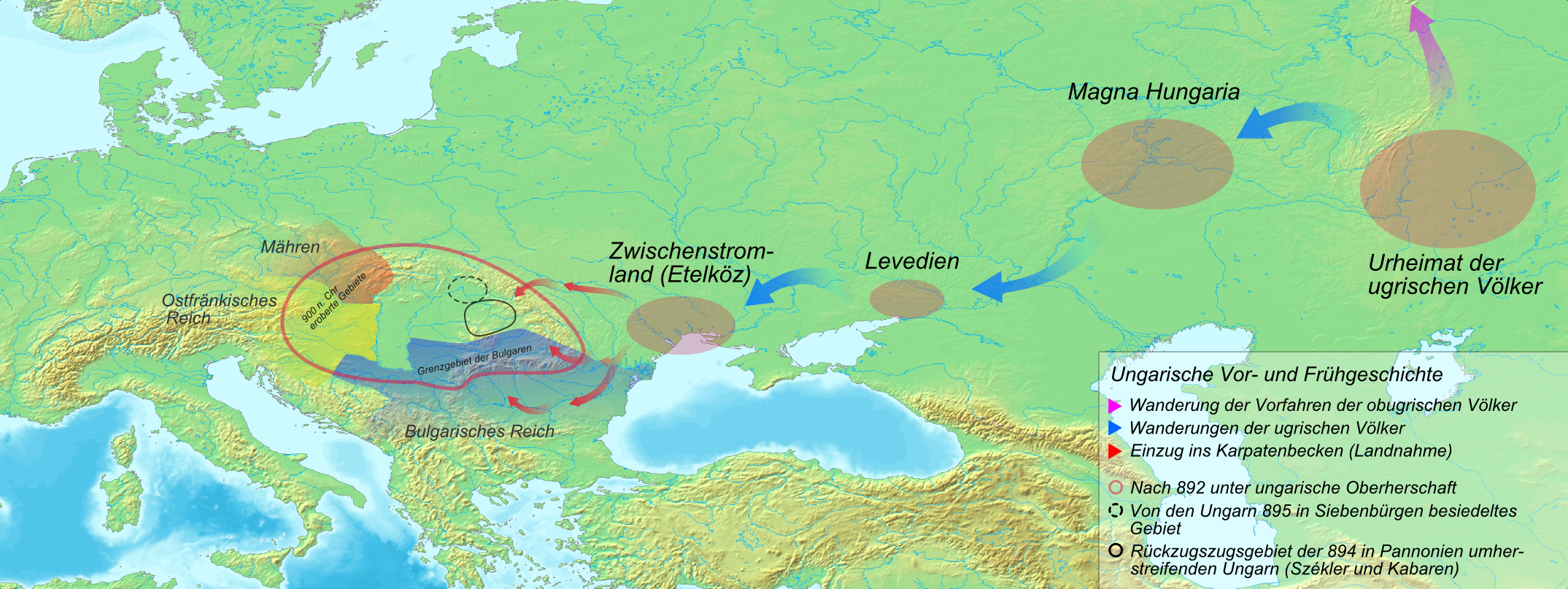
Vermuteter Verlauf der Migration der (Proto-)Magyaren

Aufgrund der sprachlichen Verwandtschaft mit den obugrischen Sprachen ist davon auszugehen, dass die „Urheimat“ der Magyaren östlich des Uralgebirges gelegen hat.
In welcher Etappe der Migrationsbewegungen der (Proto-)Magyaren gen Westen die Ethnogenese, das heißt die Herausbildung einer eigenen ethnischen Identität, der Magyaren bzw. Ungarn stattfand, ist umstritten. Einige Autoren vertreten die These, dass sie etwa im 6. bis 7. Jahrhundert in einer Region stattfand, die später als Magna Hungaria bezeichnet wurde und östlich der Wolga, etwa im heutigen Baschkirien lokalisiert wird. Andere vertreten, dass sich die ethnische Einheit der Ungarn erst Mitte des 9. Jahrhunderts, in den Jahrzehnten vor der Landnahme im Pannonischen Becken, im „Zwischenstromland“ (ungarisch Etelköz; vermutlich zwischen Dnjepr und Dnister im Süden der heutigen Ukraine) herausbildete. Dort habe sich das ugrische Element der Proto-Magyaren mit den turksprachigen Gruppen der Kawaren und Onoguren (von letzteren leitet sich auch die Fremdbezeichnung „Ungarn“ ab) vermischt, wodurch die Ungarn entstanden seien. Eine Minderheit der Forscher nimmt an, dass die Reiterstämme, die Ende des 9. Jahrhunderts nach Pannonien eindrangen, gar keine Magyaren waren, sondern diese bereits zuvor, etwa seit dem 5. oder 6. Jahrhundert dort ansässig gewesen seien. Die von Großfürst Árpád geführten „Invasoren“ hätten demnach nur eine kleine Minderheit gestellt und sich nach und nach an die vorgefundene Mehrheitsbevölkerung assimiliert. Dies wird jedoch von der Mehrheit der Forscher zurückgewiesen.
Von Bulgaren und Petschenegen angegriffen, flohen die Magyaren zwischen 894 und 897 aus Etelköz und erreichten das Karpatenbecken. Nach der Überquerung der Ostkarpaten ließen sie sich zunächst an der oberen Theiß nieder. Die Zahl der einwandernden Magyaren wird auf 400.000–500.000 geschätzt. Das Gebiet war bereits von rund 200.000 Angehörigen nicht-magyarischer Völker (Slawen, (Proto-)Bulgaren, Moravljanen, möglicherweise Awaren und anderen) besiedelt. Diese flohen zum Teil, schlossen sich den Magyaren an oder wurden unterworfen.
Der Begriff „Landnahme“ weckt also falsche Assoziationen, da das Gebiet keineswegs unbesiedelt war.

## Landnahmezeit

### Gesellschaftsaufbau

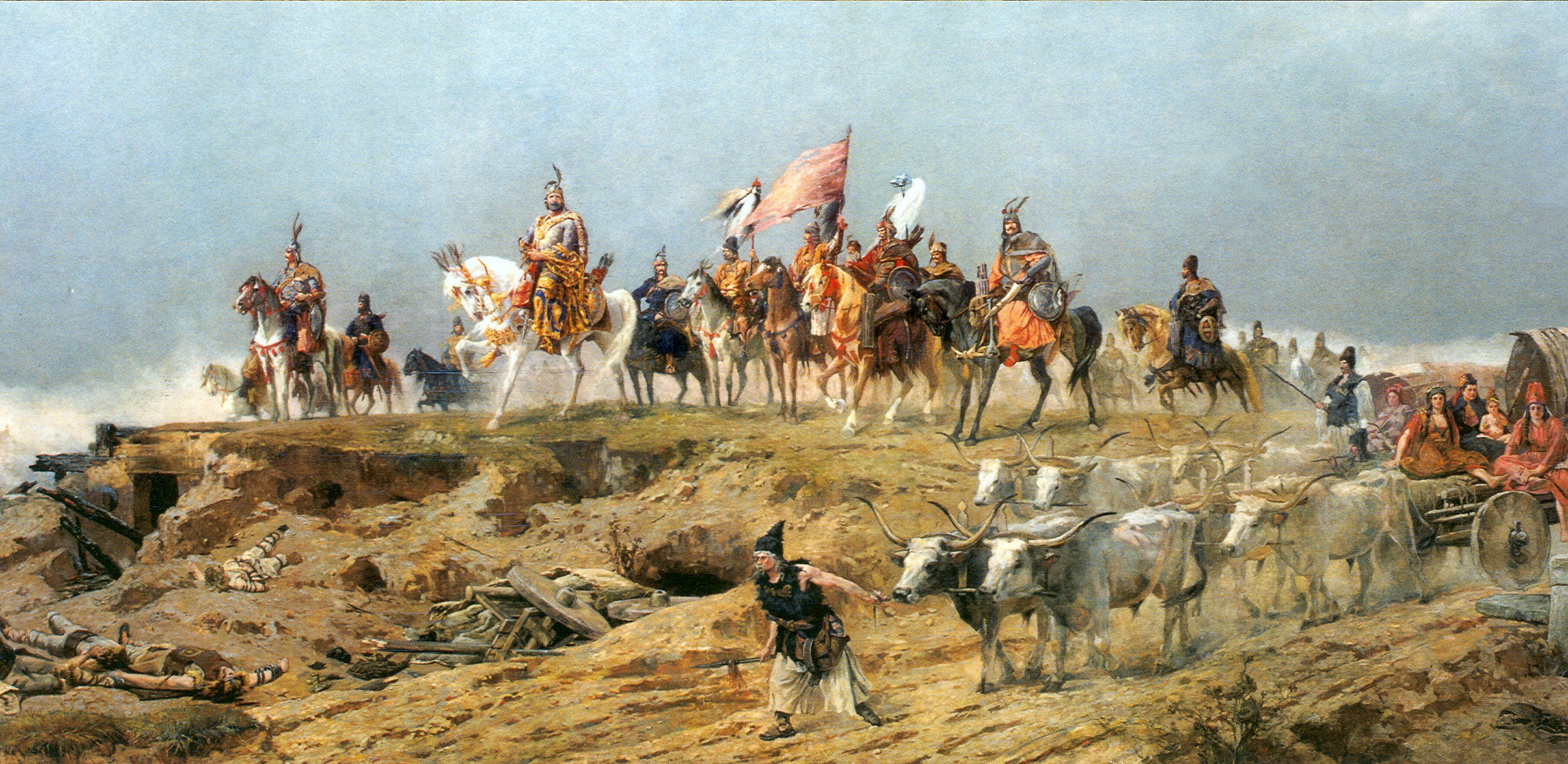
Detail des Feszty-Panoramas (1894) mit Fürst Árpád

Die magyarischen Stämme waren vor der Landnahme in einem Stammesverbund organisiert. Dieser wurde durch Doppelfürsten (übernommen von den Chasaren) geführt. Die beiden Fürsten, der „kende“ und der „gyula“, teilten sich dabei Regierungs- und Militäraufgaben. Dieses System löste sich allerdings im ersten Jahrzehnt des 10. Jahrhunderts kurz nach der Landnahme auf. Hauptsächlicher Grund war der Tod des damaligen Gyula Kurszán, den der Kende Árpád nutzte, um die Alleinherrschaft zu übernehmen.
In der folgenden Zeit veränderte sich die Organisation der Stämme, so dass die einzelnen in politischen Angelegenheiten mehr und mehr ihren eigenen Interessen folgten. Dies kann man daran erkennen, dass die Streifzüge zu Beginn des 10. Jahrhunderts nicht gemeinsam unternommen wurden und die einzelnen Stämme nach erfolglosen Streifzügen auch jeweils für sich nach neuen Mitteln suchten, um ihre Streifzüge effizienter zu gestalten. Auch die Reise eines Fürsten des zur damaligen Zeit auf dem Gebiet des heutigen Siebenbürgen siedelnden Stammes nach Konstantinopel im Jahre 950 ist ein Beleg dafür, dass die Stämme nun zunehmend auch in religiösen Angelegenheiten ihre eigenen Wege gingen. Unternommen hatte der Fürst die Reise in die Hauptstadt des damaligen byzantinischen Reiches, um sich dort griechisch-orthodox taufen zu lassen und so seinen Stamm an die griechisch-orthodoxe Kirche und an das byzantinische Reich zu binden. Dafür brachte er auch einen Missionsbischof aus Konstantinopel mit zurück in seine Heimat.
Auf der anderen Seite gab es die Árpáden, welche die alleinige Herrschaft über alle Ungarn beanspruchten. Diesen Anspruch konnten sie allerdings erst nach der verlorenen Schlacht auf dem Lechfeld 955 allmählich durchsetzen, indem sie auf politischem Wege ihre Macht auch auf die anderen ungarischen Stämme ausdehnten und so bis zum Ende des Jahrtausends weite Teile des westlichen Karpatenbeckens beherrschten. Nördlich ihres Herrschaftsgebietes befand sich der Einflussbereich der Kabaren. Im Osten wechselten die Herrscher immer wieder, da sich Stämme zusammenschlossen und wieder trennten. All diese Stämme waren in vier Ständen ähnlich organisiert:
- Adel: Reiche, vornehme Familien und „Sippen“, die Führungspositionen innehatten
- Bürger oder Mittelschicht: Im Dienst des Adels stehende Familien, teilweise wohlhabend
- Unterschicht: Freie, die auch über Gemeineigentum verfügten, kaum wohlhabend
- Knechte: Unfreie, im Besitz des Adels

Die Grenzen zwischen den verschiedenen Schichten und Gruppen waren fließend, und sie verband ein kompliziertes Gefüge aus Pflichten und Rechten. Die Heirat war für alle Gruppen von Bedeutung. Vor allem der Adel nutzte die Gelegenheit zu Machtausbau durch Hochzeiten, um länger anhaltende „Bündnisse“ mit anderen Familien und Sippen zu begründen und zu festigen. Die Angehörigen der Mittelschicht waren als Bewaffnete oft für den Schutz des Adels zuständig. Dieser Dienst war freiwillig, allerdings bekam die Mittelschicht für ihre Dienste Unterhalt und Unterkunft vom Adel.
Die Unterschicht hatte die Last der Ausgaben des Adels zu tragen und leistete dies in Form von Naturalien und Arbeitsdienst ab. Arbeitsdienst leisteten vor allem die „Gemeinen“; sie waren zu verschiedenen Diensten gegenüber ihren Herren verpflichtet. Obwohl diese unteren Schichten, genauso wie die Mittelschicht und der Adel, frei und dazu auch formell gleichberechtigt waren, gerieten sie immer mehr in Abhängigkeit zum Adel; viele verloren ihre Freiheit und sanken in die Gruppe der Knechte ab. Zu dieser Gruppe gehörten auch die von Streifzügen mitgebrachten Gefangenen wie auch die im eroberten Karpatenbecken ansässigen Slawen, von denen die Ungarn die Landwirtschaft lernten und etwa 1500 grundlegende Wörter aus dem Bereich der Staatsverwaltung (Komitat, König), Landwirtschaft (Kirsche), Religion (Priester, Engel), Handwerk (Müller, Schmied) und andere (Mittwoch, Donnerstag, Straße, Fenster, Teller, Mittagessen, Abendessen) in ihre Sprache übernahmen. Im Südosten der Pannonischen Tiefebene gab es vereinzelt noch Überreste der Awaren.
Auf politischer Ebene war es Fürst Géza, Urenkel Árpáds, zu verdanken, dass sich nach der Schlacht auf dem Lechfeld die Beziehungen mit Deutschland wieder verbesserten und stabilisierten. Er war es auch, der erstmals christliche Missionare nach Ungarn holte, um sein Land näher an das christlich geprägte Europa anzubinden. Auch ließ er sich als erster ungarischer Herrscher im christlichen Glauben taufen. Gleichzeitig schwor er jedoch nicht vollständig dem heidnischen Glauben seiner Vorfahren ab. Er verfolgte eine Doppelstrategie: Zum einen bemühte er sich um Frieden mit dem christlichen Europa, vor allem mit dem damaligen westlichen Kaiserreich. Andererseits verleugnete er nicht seine Wurzeln. Am Ende seiner Bemühungen stand schließlich das Erbe für seinen Sohn Vajk, welcher im christlichen Glauben auf den Namen Stephan I. (ungarisch: István) getauft wurde und später die Herzogin Gisela von Bayern heiratete.

### Streifzüge, Landnahme und Aufbau eines Staates

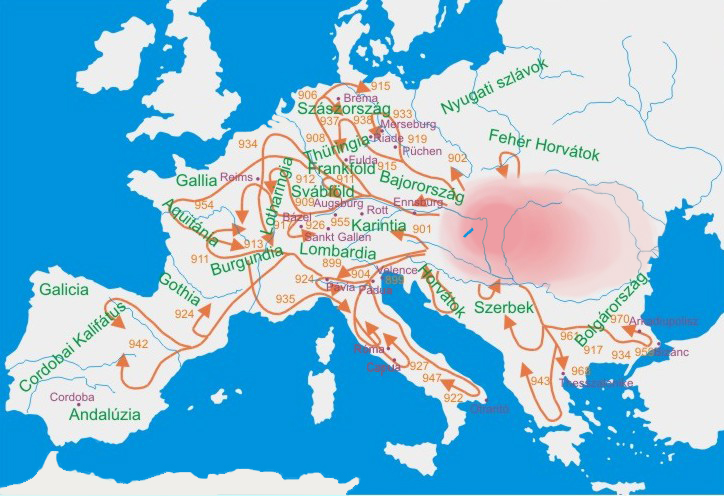
Ungarische Streifzüge

In der romantisch geprägten ungarischen Geschichtsschreibung des 19. Jahrhunderts werden die Streifzüge oft unrealistisch als große Abenteuer („kalandozások“) dargestellt. Noch bis heute wird kalandozások mit den Streifzügen in Verbindung gebracht, die bis weit nach Mittel- und Westeuropa hinein reichten und mit denen die Ungarn damals sehr erfolgreich waren. Wenn man alle heute zur Verfügung stehenden Berichte betrachtet, kann man von mindestens 50 Streifzügen der ungarischen Stämme in der Zeit von 900 bis 970 ausgehen. Die ersten Streifzüge betrafen die Nachbargebiete im Westen der ungarischen Stammesgebiete.
Ab 862 tauchten die nomadisierenden Ungarn (Magyaren), die damals noch aus der Region hinter den Karpaten ihre sporadischen Feldzüge im Westen unternahmen, zum ersten Mal im Karpatenbecken auf. Ein zweites Mal fielen sie 881 ein. In diesen beiden Feldzügen unterlagen sie dem Ostfrankenreich. 889 waren die Ungarn erfolgreicher, als sie Mähren und Teile des Ostfränkischen Reiches plünderten. 892 wurden sie von den Ostfranken gegen Mähren angeworben.
Die Ungarn ließen sich erst ab 895/896 im heutigen Ungarn nieder. Sie drangen zunächst 895 in das mittlere und obere Theißgebiet nach Mähren vor. Nördlich und nordwestlich dieses Gebietes war das Gebiet des Neutraer Fürstentums, das Teil von Mähren war, westlich davon die ostfränkischen Herzogtümer Bayern und Franken, die weiterer Expansion Einhalt boten. Auch archäologische Funde lassen die obere Theißgegend als anfängliches fürstliches Siedlungsgebiet vermuten.
Um 900 zogen die Ungarn nach Transdanubien und brachten es unter ihre Herrschaft, wobei ihnen mehrere Ereignisse die Eroberung erleichterten. So starb 894 der mährische Fürst Svatopluk I. Die darauf folgenden Thronstreitigkeiten schwächten sein Reich zunehmend, so dass noch im selben Jahr Mähren nach ungarischen Plünderungen das Gebiet Transdanubiens an das Ostfrankenreich verlor. Der ostfränkische König Arnulf ging mit den Ungarn sogar 892 ein Bündnis gegen die Langobarden unter Guido von Spoleto ein und schlug diese gemeinsam mit ihnen. Als kurze Zeit später auch König Arnulf starb, sahen die Ungarn den richtigen Zeitpunkt für Gebietserweiterungen gekommen. Die Wahl der zu erobernden Gebiete folgte vor allem strategischen Gesichtspunkten, so dass sich die Ungarn hauptsächlich an Gewässern, Flusstälern oder von Sümpfen geschützten Gebieten niederließen. Ein wichtiges Zentrum der ungarischen Stämme befand sich einigen Chroniken zufolge zu dieser Zeit auf der Insel Csepel im mittleren Abschnitt der Donau (ungefähr bei der heutigen Stadt Budapest).
Mit den Schlachten von Pressburg 907 schlugen die Ungarn bayerische Truppen, eroberten bis 955 die östlichen Teile des heutigen Österreichs und zerstörten die Zentralmacht des Mährerreiches. Um 925 eroberte eine Gruppe der ungarischen Stämme unter der Führung von Lél die heutige Südwestslowakei (siehe Neutraer Fürstentum).
In der zweiten Hälfte des 10. Jahrhunderts bestanden die von Ungarn beherrschten Gebiete aus einer Reihe von ungarischen Stammesgebieten, von denen jenes der Hauptlinie der Árpáden, also der Kern des späteren ungarischen Staates, nur im nördlichen Transdanubien lag. Seit etwa den 1070er Jahren war die Lage den vorhandenen Quellen zufolge so, dass den Árpáden neben dem bereits genannten Gebiet noch die Lehnfürstentümer von Neutra und von Bihar sowie das von Verwandten regierte Siebenbürgen indirekt unterstanden. Die restlichen Gebiete wurden von feindlich gesinnten ungarischen Stammesführern beherrscht und erst später von König Stephan sukzessive erobert und geeint. Allerdings regierten die Ungarn kein ethnisch homogenes Land. Die unterworfenen slawischen und germanischen Völker im Land waren ein wesentlicher Bestandteil der ungarischen Heere und des Staatsapparates, was sich durch die zahllosen slawischen und deutschen Lehnworte im Ungarischen nachvollziehen lässt.
Die Verteidigung der ungarischen Gebiete musste sich hauptsächlich nach Osten und Norden richten, da die Magyaren ihre Angriffe und Feldzüge stets nach Westen ausführten, oft als Verbündeter eines westlichen Staates. Im 10. Jahrhundert bestimmten diese Feldzüge die gesamte ungarische Außenpolitik. Sie beschafften sich durch Raub- und Beutezüge durch ganz Europa Luxusartikel und teure Waren – darunter auch Gefangene. Die Heere westlicher Staaten bestanden zur damaligen Zeit größtenteils aus schwer gepanzerter Reiterei, während die Reiter der Magyaren schnell und immer beweglich waren, ein Vorteil, der lange Zeit ihren Erfolg garantierte. Ihre Taktik war für die damalige Zeit recht außergewöhnlich: Sie versuchten das Heer des Gegners einzukreisen und vom Pferd aus mit Pfeilen zu beschießen. Nach einer Zeit täuschten sie die Flucht an, um sich dann im Überraschungsmoment umzudrehen und den Gegner so in die Falle zu locken. Mit dieser Taktik gelang es ihnen viele, auch kulturell und technisch hoch entwickelte Regionen Europas zu plündern. Auch andere Faktoren begünstigten die Erfolge der Magyaren: Die zermürbenden Kriege der einzelnen europäischen Staaten untereinander, aber auch der von innen schwächelnde Feudalismus. In Ungarn bewirkten die Streifzüge eine weitere Differenzierung der Bevölkerung. Die Führungsschicht des Staates wurde immer vermögender, hauptsächlich durch Kriegsbeute wie Silber, Tiere und teure Stoffe, später auch durch Tributzahlungen.
Auch 933 wollten die Ungarn vom ostfränkischen König Heinrich I. Tribut verlangen und zogen gegen das Ostfrankenreich in den Krieg. Heinrich rechnete aber mit einem Angriff und konnte eine starke Streitmacht aufbieten. In der Schlacht bei Riade wurden die Ungarn geschlagen. Der Glaube an die Unbesiegbarkeit der Ungarn war erschüttert. Allerdings gingen die Raubzüge der Ungarn weiter. Erst mit der vernichtenden Niederlage 955 bei der Schlacht auf dem Lechfeld nahe Augsburg wurde den Ungarn Einhalt geboten. Nach dieser Schlacht wurden drei ungarische Führer (Bulcsú, Lél, Súr), die in Gefangenschaft geraten waren, gehängt, Österreich fiel wieder an die Ostfranken und das Neutraer Fürstentum an die Árpáden. 
Außenpolitisch wurde infolge dieser Niederlage ein neuer Kurs eingeschlagen. Der neue Großfürst Taksony setzte den Angriffen im Westen ein Ende. Er war bereit, auch unter Inkaufnahme von Gebietsverlusten, den Frieden mit dem Ostfrankenreich aufrechtzuerhalten. In südlicher Richtung gingen die Angriffe unterdessen aber weiter. So stellte Byzanz die Tributzahlung an Ungarn ein, so dass sich Taksony 959 für einen Feldzug gegen Byzanz entschied, der erst 11 Jahre später entschieden wurde. Die Magyaren konnten, selbst im Bündnis mit Petschenegen, Bulgaren und Russen, die entscheidende Schlacht von Arkadiopolis nicht für sich entscheiden und mussten sich geschlagen geben. Damit war das Ende der Streifzüge der Magyaren besiegelt, Großfürst Géza (949–997), der den Thron von seinem Vater Taksony geerbt hatte, sah sich gezwungen, die Angriffe einzustellen, da ansonsten die Großmächte Europas Ungarn angegriffen hätten. Er musste sich auch Problemen im Inneren zuwenden. Die Streifzüge als Einnahmequelle waren versiegt, weshalb andere Einnahmen erschlossen werden mussten. Die außen- und innenpolitische Lage machten eine Staatsgründung immer dringlicher.
Géza und sein Sohn Vajk (Stephan I.) holten ostfränkische Missionare und Ritter ins Land, auch Missionare aus Byzanz, und bauten eine Verwaltung auf. Mit dem gewachsenen Anhang schalteten sie innere Rivalen (Koppány) aus, so dass sich Stephan I. im Winter 1000/1001 zum König krönen lassen konnte.

## Königreich Ungarn

Schlacht bei Nikopolis, 1396

Mit der Herrschaft Stephans I. begann die Christianisierung des Landes. 1030 wehrte er den Angriff des römisch-deutschen Kaisers Konrad II. ab und sicherte so die Existenz seines Staates. Stephan I. wurde im Jahr 1089 heiliggesprochen. 1102 kam durch Personalunion das Königreich Kroatien zu Ungarn.
Ungarns Innenpolitik wurde in den folgenden Jahrhunderten vom Kampf zwischen dem König und dem Hochadel bestimmt, der im 13. Jahrhundert seinen Höhepunkt erreichte. Die Außenpolitik Ungarns war von weitreichenden Heiratsbündnissen geprägt und bekam nach dem Machtverfall von Byzanz ab 1180 auf der Balkanhalbinsel den Charakter einer Großmachtpolitik.
Im Jahr 1241 verwüsteten die Mongolen unter Batu Khan nach ihrem Sieg in der Schlacht bei Muhi das Land und töteten etwa die Hälfte der Einwohner, so dass König Béla IV. (1235–1270) wieder viele Einwanderer durch regional festgelegte Steuerprivilegien und das Recht interner Selbstverwaltung durch eigene Rechtstraditionen ins entvölkerte Land holen musste. Darunter waren viele deutschsprachige „Sachsen“, die hauptsächlich in Siebenbürgen (siehe Siebenbürger Sachsen) und in der heutigen Slowakei, Region Zips (Zipserdeutsch sprechende Zipser Sachsen), aber auch vor den Mongolen geflüchtete Kumanen und Jassen. Nach dem Mongolensturm erweiterten die ungarischen Magnaten ihre Macht, die schließlich zum Entstehen der Ungarischen Kleinkönigtümer nach dem Tod von König Andreas III. im Jahre 1301 führte. In den 1320er-Jahren beendete König Karl I. Robert in einer Reihe von Feldzügen die Macht der Magnaten und stellte die Zentralmacht wieder her.
1396 verlor ein französisch-ungarisches Ritterheer unter König Sigismund die Schlacht von Nikopolis gegen die Osmanen. 1370–1386 und 1440–1444 wurde Ungarn mit Polen in Personalunion von den Anjou und Jagiellonen regiert. Auch 1444 gab es – unter dem Heerführer Johann Hunyadi – wieder eine schwere Niederlage, diesmal mit dem unierten Polen gegen das Osmanische Reich in der Schlacht bei Warna.
Gegen Ende des Mittelalters blühte Ungarn unter der Herrschaft des Luxemburgers Sigismund (König seit 1387) oder dem vom Kleinadel gewählten Matthias Corvinus (1458–1490) auf. Ab Mitte des 15. Jahrhunderts kam es zu Kriegen zwischen Matthias Corvinus und den Habsburgern. Nach Corvinus’ Tod wurde Ungarn von 1490 bis 1526 von den polnisch-litauischen Jagiellonen in Personalunion mit Böhmen regiert. Diese Personalunion endete 1526 mit dem Tod Ludwigs II. in der Schlacht bei Mohács. In der Folge wurde ein großer Teil Ungarns von den Osmanen unter Sultan Süleyman dem Prächtigen erobert.

## Türkenkriege – Ungarn „dreigeteilt“

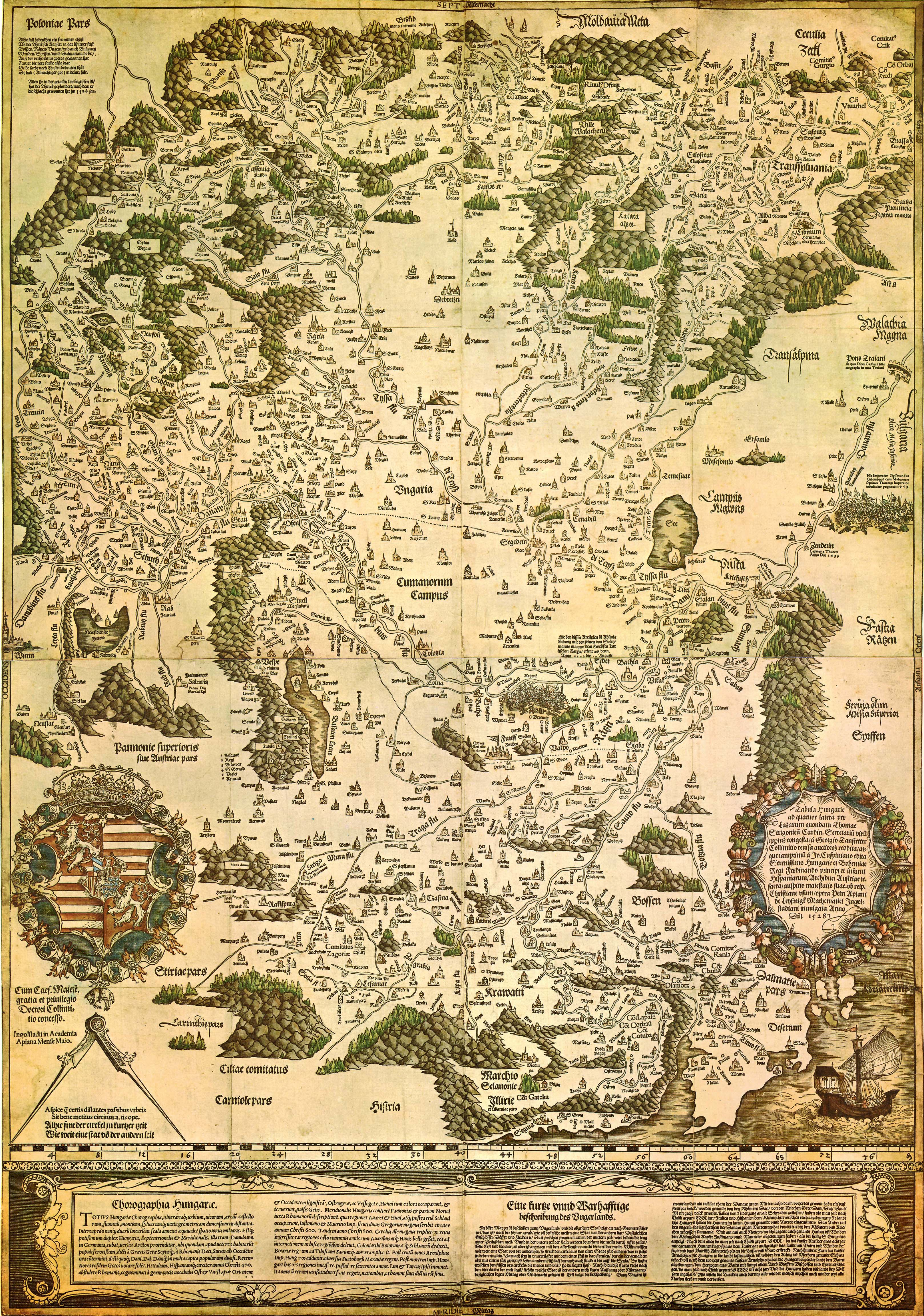
Die Tabula Hungarie (1528), Teil des Weltdokumentenerbes der UNESCO, heute in der Széchényi-Nationalbibliothek in Budapest

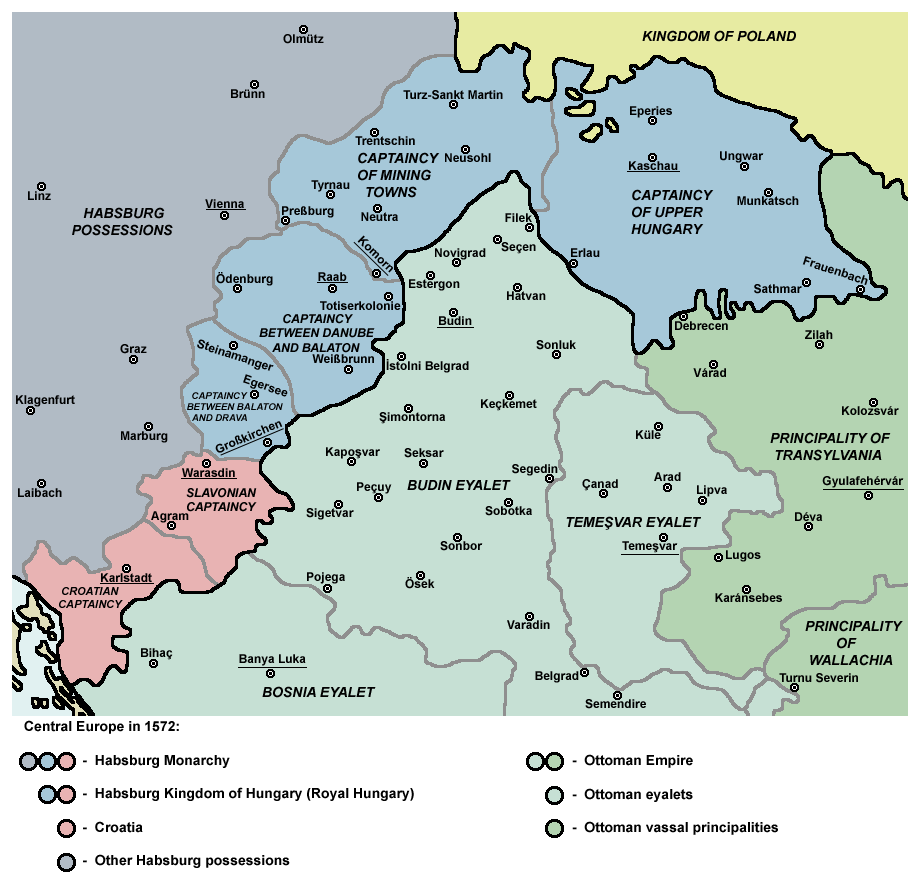
Karte des „dreigeteilten“ Ungarn in der Mitte des 16. Jahrhunderts

Entscheidend für das weitere Schicksal Ungarns in den nächsten 150 Jahren wurde die Doppelwahl von 1526 nach dem Tod Ludwigs II. Der überwiegende Teil der ungarischen Stände wählte in Tokaj und wenig später in der alten ungarischen Krönungsstadt Stuhlweißenburg Fürst Johann Zápolya zum ungarischen König. Doch auch der Habsburger Erzherzog Ferdinand von Österreich, dem nach der gegenseitigen Erbvereinbarung von 1515 die Nachfolge im Königreich Ungarn zugestanden hätte, ließ sich von einer Versammlung vor allem west- und oberungarischer Adliger noch im Jahr 1526 in Pressburg zum König von Ungarn wählen. Damals wurde eine sehr genaue Landkarte Ungarns gedruckt, nämlich die Tabula Hungarie (1528), entworfen von Lazarus Secretarius und dessen Lehrer Georg Tannstetter.
Im folgenden Bürgerkrieg (1527–1538) gegen Johann Zápolya erwiesen sich die Truppen Ferdinands zunächst als überlegen und konnten die wichtigsten Städte West- und Zentralungarns besetzen, Zápolya sah sich auf seine Basis Siebenbürgen zurückgeworfen. Dennoch erkannte Ferdinand im Frieden von Großwardein 1538 (auch angesichts der drohenden Türkengefahr) Zápolya als König von Ungarn an, ließ sich allerdings für den Fall von dessen Tod das Recht auf die Nachfolge zusichern. Allerdings änderte Zápolya seine Meinung, nachdem ihm aus seiner 1539 geschlossenen Ehe mit Isabella von Polen der Sohn und Nachfolger Johann Sigismund geboren wurde, dem er im Jahre 1540 das Königreich vermachte. Der Tod Johann Zápolyas und die Unmündigkeit seines Sohnes riefen nun die Osmanen auf den Plan, die 1541 Buda-Ofen eroberten und bis 1543 mit Gran, Stuhlweißenburg und Fünfkirchen die wichtigsten Städte Zentralungarns besetzen konnten.
Nach Zápolyas Tod im Jahre 1540 wurde für fast 150 Jahre die Dreiteilung des Königreichs Ungarn zementiert: Die Gebiete, die weiterhin von den Habsburgern beherrscht wurden – das heutige Burgenland, die heutige Slowakei, West-Kroatien sowie Teile des heutigen Nordwest- und Nordostungarns – wurden unter der Bezeichnung Königliches Ungarn faktisch zu einer Provinz der Herrscher in Wien, die fortan mit den Türken um den Besitz des Landes konkurrierten. Formal wurden die Habsburger weiterhin als ungarische Könige gekrönt, allerdings vorerst in Konkurrenz zu Johann Sigismund Zápolya, der bis zu seiner Abdankung 1570 in Siebenbürgen als Gegenkönig residierte. Hauptstadt des Königlichen Ungarns wurde Pressburg. Von den restlichen ehemaligen Gebieten wurde das Fürstentum Siebenbürgen ein türkischer Vasallenstaat, das es allerdings unter seinen ehrgeizigen Fürsten (häufig aus dem Haus Báthory) verstand, eine geschickte Schaukelpolitik zwischen der türkischen Oberherrschaft und den habsburgischen Ansprüchen auf Ungarn zu betreiben und somit das militärische Patt zu seinen Gunsten zu nutzen. Zentralungarn – d. i. der größte Teil des heutigen Ungarn – wurde ein Teil des Osmanischen Reiches.
Stellten die Magyaren vor 1526 noch 80 % der Bevölkerung von 3,5 bis 4 Millionen, so ging ihr Anteil durch die ständigen Kriege und Verwüstungen, auf die mit Neuansiedlungen reagiert wurde, stark zurück. Um 1600 schätzte man die Gesamtbevölkerung auf etwa 2,5 Millionen, nach dem Rückzug der Türken auf rund 4 Millionen.
Das Ende der türkischen Herrschaft in Ungarn und damit zugleich das Ende der Selbständigkeit Siebenbürgens kam kurz nach der gescheiterten Belagerung Wiens 1683 durch die Türken. Noch im gleichen Jahr gelang den Habsburgern die Eroberung Grans, und nach Einnahme von Buda und Ofen 1686 und dem Sieg über ein osmanisches Heer 1687 in der Schlacht am Berg Harsány (auch bekannt als zweite Schlacht bei Mohács) und der folgenden Besetzung weiter Teile Ungarns und Siebenbürgens erkannten die ungarischen Stände noch im gleichen Jahr den neunjährigen Erzherzog Joseph, den Sohn Leopolds I., noch zu dessen Lebzeiten als erblichen König von Ungarn an. Die Krönung am 9. Dezember 1687 in Pressburg bedeutete einen „wesentlichen Schritt zur Verbindung Ungarns mit dem vom Kaiser als Landesherr regierten österreichisch-böhmischen Länderkonglomerat und zum inneren Aufbau der Großmacht Österreich“. Im Frieden von Karlowitz 1699 musste das Osmanische Reich endgültig den Verlust Ungarns anerkennen.

## Vom Kuruzenaufstand bis zum Ausgleich mit Österreich

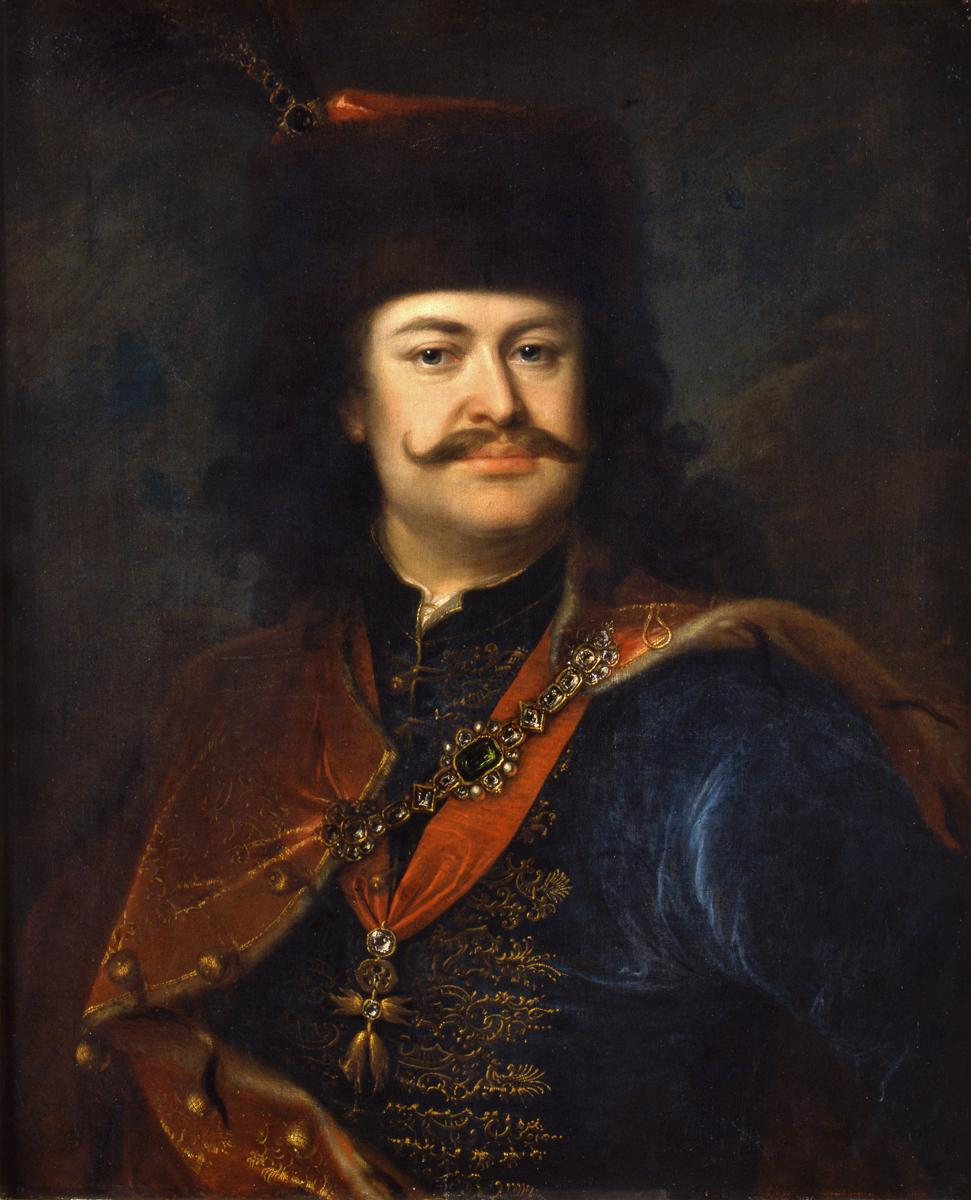
Ferenc II. Rákóczi

Die Ungarn missbilligten aber die absolutistische Herrschaft der Habsburger, so dass es 1703–1711 zum Kuruzenaufstand unter Fürst Rákóczi kam. Nach dessen Niederlage wurden 1711 im Frieden von Szatmár die traditionellen Freiheiten der Adeligen im Königreich Ungarn erneuert und die Habsburger als Könige Ungarns wieder anerkannt. Dieser Frieden und die anschließenden Landtagssitzungen in Pressburg von 1712 und 1714 beendeten den Aufstand.
Unter der Herrschaft von Maria Theresia kam es im Königreich Ungarn erneut zu Ansiedlungen Deutscher, etwa der Donauschwaben. Während der Napoleonischen Kriege war das österreichisch-ungarische Verhältnis weitgehend spannungsfrei. In den ersten Jahrzehnten des 19. Jahrhunderts entwickelte sich jedoch dann eine starke liberale und nationale Bewegung in Ungarn. 1825 ersetzte das Ungarische die lateinische Sprache als Staatssprache. 1848/49 kam es zur Revolution gegen die Habsburger unter Führung von Lajos Kossuth, in deren Verlauf am 14. April 1849 in der Großen Reformierten Kirche von Debrecen der ungarische Reichstag zusammentrat und Lajos Kossuth die Entthronung des Hauses Habsburg und die Unabhängigkeit Ungarns verkündete. Nach der blutigen Niederschlagung des ungarischen Freiheitskampfes bis August 1849, mit russischer Unterstützung, und einer Phase der Unterdrückung (Hinrichtung des ungarischen Ministerpräsidenten Batthyány sowie 13 weiterer Revolutionsführer am 6. Oktober 1849) kam es 1867 unter Kaiser Franz Joseph I. zum Ausgleich Österreichs mit Ungarn, um den Vielvölkerstaat auf eine breitere Basis zu stellen.
Siehe auch: Ungarische Revolution 1848/1849, Slowakischer Aufstand, Reformzeit in Ungarn

## Teil Österreich-Ungarns

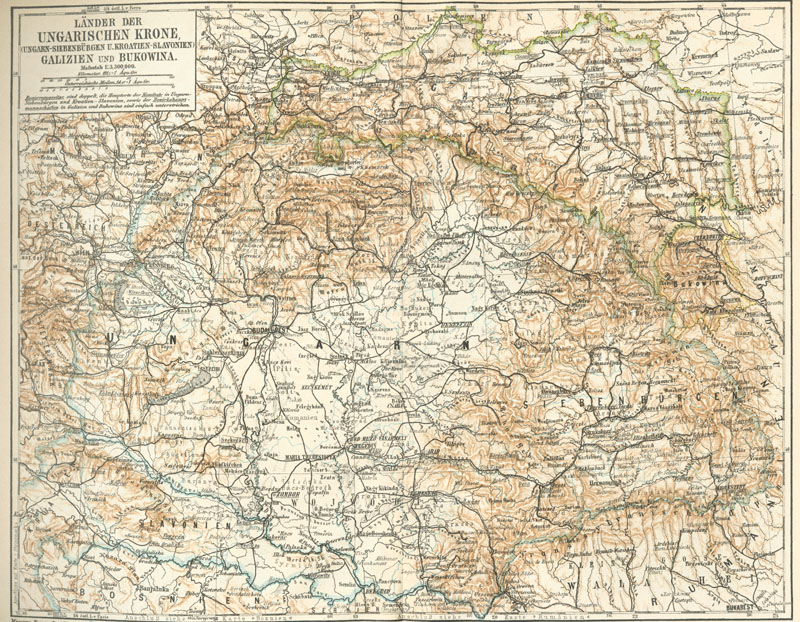
Länder der heiligen Stephanskrone

Ungarn (Nr. 16) als Teil Österreich-Ungarns, Kroatien und Slawonien (Nr. 17)

Der Ausgleich vollzog sich auf ungarischer Seite unter der Mitwirkung Ferenc Deáks („Der Weise der Heimat“). Ungarn war nun bis 1918 zweiter Hauptbestandteil der k.u.k. Doppelmonarchie Österreich-Ungarn. Die aus Deáks politischem Lager entstandene liberale Partei bestimmte in den folgenden Jahrzehnten die ungarische Politik.
Die Regierung in Ungarn handelte 1868 den Ungarisch-Kroatischen Ausgleich aus, der die Autonomie des Königreichs Kroatien innerhalb des ungarischen Reichsteils der k.u.k. Doppelmonarchie regelte. Ab 1879 führte die zunehmende Magyarisierungspolitik im ungarischen Reichsteil aber zu erheblichen Spannungen mit anderen Volksgruppen.
Kálmán Tisza führte als Ministerpräsident (1875–1890) umfangreiche Reformen zur Modernisierung des Landes im Bereich Wirtschaft, Justiz, Sozialwesen und Politik durch. Mit Finanzminister Sándor Wekerle konnte er einen Staatsbankrott abwenden. Durch eine Steuerreform, die auch den großen Landbesitz einschloss, wurden die Staatseinnahmen vervielfacht. Seine Regierung vergrößerte außerdem die Unabhängigkeit gegenüber dem österreichischen Reichsteil Cisleithanien, auch der ungarische Einfluss auf die gemeinsame Außenpolitik der Monarchie nahm stark zu. Die beachtlichen wirtschaftlichen Erfolge während Tiszas Regierungszeit „begründeten das Prestige des Landes und modifizierten das Selbstverständnis der ungarischen Politik“.
Die lange Regierungsperiode Tiszas vermittelte den Eindruck großer Stabilität, vor allem verglichen mit dem österreichischen Teil der Doppelmonarchie, wo sich in dieser Zeit elf Regierungen ablösten. Die soziale Entwicklung konnte jedoch nicht mit der relativ konstanten wirtschaftlichen Entwicklung des Landes Schritt halten. Unruhen und wachsender Antisemitismus waren die Folge.

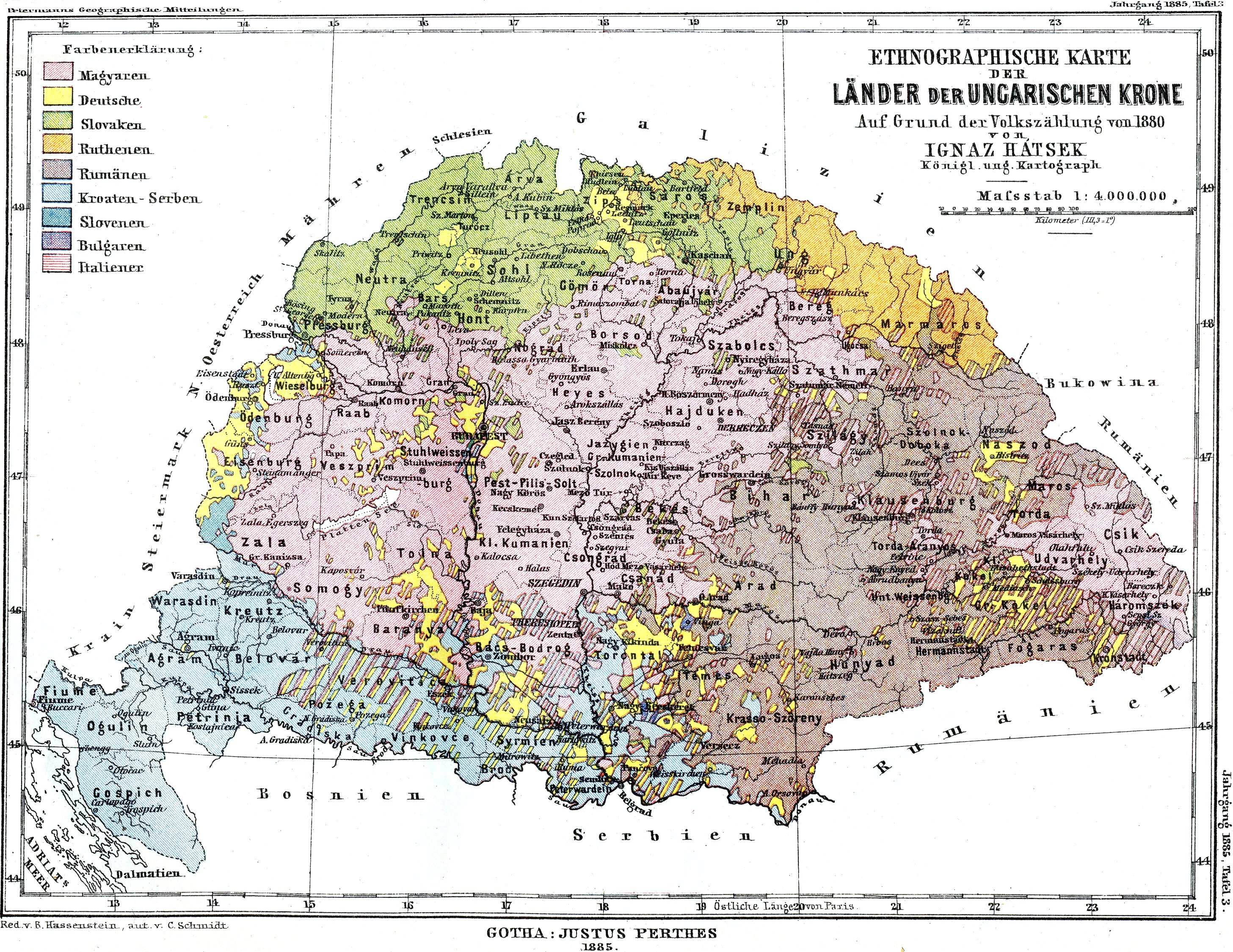
Ethnographische Karte des Königreichs Ungarn

Unter der Regierung Tisza begann die Politik der Magyarisierung Ungarns, die nichtmagyarische Bevölkerung sollte durch mehr oder weniger sanften Druck die magyarische Sprache und Nationalität annehmen. Zwischen 1880 und 1910 stieg der Prozentsatz der sich als Magyaren bekennenden Bürger Ungarns (ohne Kroatien) von 45 auf über 54 Prozent.
Ministerpräsident Dezső Bánffy (1895–1899) institutionalisierte und bürokratisierte die Nationalitätenpolitik, verbunden mit Repressalien für die Minderheiten im Königreich. Bánffy erhob dabei die Idee des ungarischen Nationalstaates zum Regierungsprogramm: „Der Nationalstaat sollte unter anderem durch Magyarisierung von Ortsnamen, Familiennamen und durch intensiven Sprachunterricht verwirklicht werden“. Der Sprachenstreit mit den Minderheiten war für ihn nur vorgeschoben: „Die Frage der Sprache ist nur ein Mittel, das eigentliche Ziel ist, eine föderalistische Politik in Ungarn einzuführen“. Der Dualismus war keineswegs ein stabiler politischer Zustand, es kam häufig zu Konflikten mit Wien, wie in der Ungarischen Krise 1905/06 oder bei den turnusmäßigen (Finanz-)Ausgleichsverhandlungen. Die Budapester Millenniumsausstellung 1896 zog über fünf Millionen Besucher an.
Kálmáns Sohn István Tisza führte Ungarn in den Ersten Weltkrieg. In ihm stellte Ungarn fast 4 Millionen Soldaten und hatte 600.000 Tote sowie 700.000 Gefangene zu beklagen. Unter Ministerpräsident Tisza und Stephan Burián, der im Ministerrat für gemeinsame Angelegenheiten in Wien abwechselnd k.u.k. Reichsfinanzminister und k.u.k. Außenminister war, erreichte Ungarn so großen Einfluss auf die Außenpolitik Österreich-Ungarns wie nie zuvor. Der Einfluss Ungarns in Europa war dadurch so groß wie zuletzt am Ende des Mittelalters.

## Zwischenkriegszeit und Zweiter Weltkrieg (1918–1945)

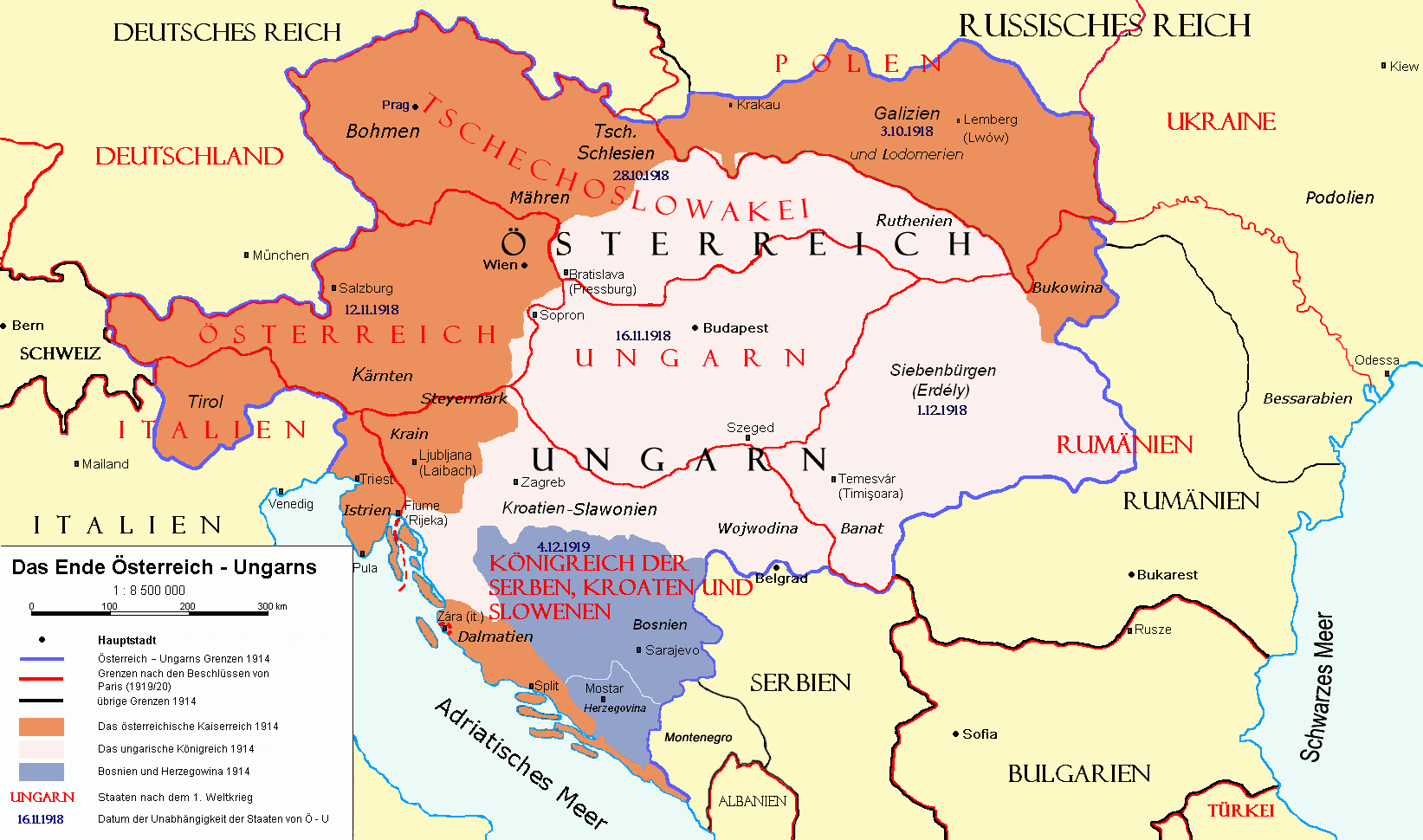
Die territoriale Aufteilung Österreich-Ungarns nach dem Ersten Weltkrieg im Vertrag von Trianon

Territoriale Erwerbungen 1938–1941

Nach der Niederlage 1918 wurde Ungarn wieder als gänzlich unabhängiger Staat errichtet, zunächst als demokratische Republik unter Mihály Károlyi (Ungarischer Nationalrat – Volksrepublik Ungarn). Nach der friedlichen Bürgerrevolution von 1918 setzte die Regierung der neuen Republik das Volksgesetz Nummer 1 in Kraft, das zum ersten Mal in der ungarischen Geschichte ein gleiches Wahlrecht für beide Geschlechter garantierte, das über Parteilisten ausgeübt wurde. Es wurden aber keine Wahlen auf dieser Basis abgehalten. Der konservative Flügel der nationalistischen Bewegung stürzte den Ministerpräsidenten Mihály Károlyi in einer Gegenrevolution, und das Frauenwahlrecht wurde wieder abgeschafft.
Im Jahre 1919 errichtete Béla Kun die Ungarische Räterepublik, die aber nach der Niederlage im Krieg gegen Rumänien unterging. Das nachrevolutionäre Wahlgesetz vom November 1919, das in der Regierungsverordnung 5985/1919/ME enthalten war, garantierte wieder ein stufenweise ausgeweitetes Wahlrecht. Dennoch war die Parlamentswahl am 25. und 26. Januar 1920 erschüttert von Einschüchterung und Korruption. Frauen und Männer über 24 hatten das Wahlrecht, wenn sie seit sechs Jahren die ungarische Staatsangehörigkeit hatten und schon mindestens sechs Monate in Ungarn wohnten. Das Wahlrecht der Frauen war auf die Frauen beschränkt, die lesen und schreiben konnten. Männer waren von der Altersbeschränkung ausgenommen, wenn sie mindestens zwölf Wochen Militärdienst an der Front geleistet hatten. 1922 folgte ein Rückschlag: Eine Wahlrechtsreform erhöhte das Wahlalter für Frauen auf 30. Auch wurde eine bestimmte Schulbildung zur Voraussetzung: Vier Jahre Grundschule für Männer und sechs für Frauen (vier, wenn sie mindestens drei Kinder hatten oder ihr eigenes Einkommen hatten und Haushaltsvorstände waren).
Ungarn wurde unter dem Horthy-Regime zu einem autoritär geführten, konservativen Staat, der 1920 durch den Vertrag von Trianon zwei Drittel seines Staatsgebietes verlor: das Burgenland, Kroatien und Slawonien, die Slowakei, Siebenbürgen, die Karpatenukraine, das Banat und die Vojvodina. Somit schrumpfte Ungarn von 279.090 km² um 186.060 km² auf 93.030 km². 63 Prozent der einstigen Länder der heiligen Stephanskrone befanden sich nach diesem Vertrag außerhalb der neuen Grenzen, darunter knapp 30 Prozent der Ungarn. Es verlor fast alle Gebiete mit Rohstoffvorkommen. Ungarn wurde als Nachfolgestaat der k.u.k. Monarchie wie Österreich zu Reparationszahlungen verpflichtet, die 33 Jahre lang abbezahlt werden sollten. Die Königlich Ungarische Armee wurde auf 32.000 Mann reduziert. Nominell war Ungarn immer noch ein Königreich; regiert wurde es von Miklós Horthy als Reichsverweser. Der ehemalige König Karl IV. versuchte 1921 zweimal erfolglos, die Herrschaft wieder zu übernehmen.
Durch revisionistische Propaganda näherte sich Ungarn immer mehr der Führung des NS-Staates an. Ungarn und Nazi-Deutschland schlossen am 21. Februar 1934 ein Wirtschaftsabkommen und am 28. Mai 1936 ein Abkommen über die geistige und kulturelle Zusammenarbeit.
Am 17. März 1934 unterzeichneten Ungarn, Italien und Österreich die Römer Protokolle; daraus ging ein Wirtschaftsblock zwischen diesen Ländern hervor.

Im Mai 1938 (verschärft im Mai 1939) und 1941 folgten antijüdische Diskriminierungsgesetze.
Im März 1939 besetzten ungarische Truppen im Zuge der Zerschlagung der Rest-Tschechei die Karpatenukraine. Zuvor – im Ersten Wiener Schiedsspruch (2. November 1938) – hatte Ungarn bereits ein Gebiet mit über 1 Million Einwohnern erhalten. Ungarn schloss sich dem Antikominternpakt 1939, dem Dreimächtepakt 1940 an. Im April 1941 unterstützte es das Deutsche Reich beim Balkanfeldzug (1941)#Zerschlagung Jugoslawiens gegen Jugoslawien und nahm nach seiner Kriegserklärung vom 27. Juni 1941 am Krieg gegen die Sowjetunion 1941–1945 teil. Mit dieser Politik gewann es die Karpatenukraine und den nördlichen Teil Siebenbürgens zurück. Im ungarisch-rumänischen Gegensatz in der Frage Siebenbürgens ließ Hitler jedoch Sympathien für Rumänien erkennen, auf dessen Erdölvorkommen das Deutsche Reich angewiesen war. Im Januar 1943 wurde die ungarische 2. Armee mit 200.000 Mann in der Woronesch-Charkiwer Operation von der Roten Armee eingekesselt. Es war eine Zäsur, die der Regierung von Miklós Kállay klarmachte, dass es besser sei, sich auf die Seite der Alliierten zu stellen.
Im August 1943 nahmen Teile der ungarischen Regierung ersten Kontakt mit den Alliierten auf, woraufhin das Land ab 19. März 1944 von deutschen Truppen besetzt wurde („Fall Margarethe“). Am 23. März 1944 wurde eine neue Regierung unter Ministerpräsident Döme Sztójay gebildet. Innerhalb kürzester Zeit wurden mit Hilfe von 107 Gesetzen die Juden vollständig entrechtet. Anschließend setzte unter der Leitung von Adolf Eichmann am 27. April 1944 die massenhafte Deportation der Juden aus der ungarischen Provinz in die Vernichtungslager ein. Nach ausländischen Protesten wurde der Abtransport der letzten rund 200.000 Budapester Juden erst Anfang Juli 1944 von Horthy unterbunden und am 9. Juli vorläufig eingestellt. Bis dahin waren (laut einem Telegramm des deutschen Gesandten und Reichsbevollmächtigten Edmund Veesenmayer vom 11. Juli) innerhalb von nur gut zwei Monaten 437.402 Juden deportiert worden.

Wappen Ungarns während der faschistischen Pfeilkreuzler-Diktatur.

Im Oktober 1944 überschritt die Rote Armee die ungarische Grenze und besetzte den Osten des Landes. Am 15. Oktober wurde Horthy durch das „Unternehmen Panzerfaust“ gestürzt und die Macht an die faschistische Bewegung der Pfeilkreuzler von Ferenc Szálasi übergeben, die die Deportation der Juden wieder aufnahm. Im Budapester Ghetto und auf den Todesmärschen – das Eisenbahnnetz war zusammengebrochen – starben im November tausende Juden.
Budapest, das im Jahresverlauf mehrfach Ziel angloamerikanischer Bombenangriffe war, wurde Ende Dezember 1944 von sowjetischen Streitkräften eingeschlossen. In der bis Anfang Februar 1945 andauernden Schlacht wurden von den Belagerern sowie den eingeschlossenen deutschen und ungarischen Truppen, die bei ihrem Rückzug auf die Budaer Seite des Kessels u. a. sämtliche Brücken über die Donau sprengten, weite Teile der Hauptstadt zerstört. Bei den Kämpfen starben 38.000 Budapester Zivilisten. Das Budapester Ghetto wurde am 18. Januar 1945 von der Roten Armee befreit. Die letzten Kampfhandlungen auf ungarischem Staatsgebiet endeten am 4. April 1945, einige ungarische Einheiten kämpften noch bis Anfang Mai in Österreich und Bayern weiter.
Siehe auch: Schuhe am Donauufer

## Ungarische Volksrepublik (1949–1989)

Staatswappen Ungarns während der stalinistischen Diktatur Mátyás Rákosis (1949–1956)

Zunächst sahen die Alliierten nach dem Krieg für Ungarn eine demokratische Verfassung vor. 1945 wurde das uneingeschränkte Wahlrecht wiederhergestellt.
Nachdem die Kommunisten bei der Parlamentswahl am 4. November 1945 eine empfindliche Niederlage erlitten hatten, begannen sie mit unsauberen Methoden nach der Macht zu greifen. Auch als die Unabhängige Partei der Kleinlandwirte, der Landarbeiter und des Bürgertums (FKgP) zerschlagen war, erhielt die Ungarische Kommunistische Partei (MKP) bei der Parlamentswahl am 31. August 1947 nur 22,3 % der Stimmen. Am 12. Juni 1948 wurde die Zwangsvereinigung von MKP und Sozialdemokratischer Partei zur „Partei der Ungarischen Werktätigen“ (ungarisch Magyar Dolgozók Pártja bzw. MDP) formell vollzogen (analog wie die Zwangsvereinigung von SPD und KPD zur SED). 
Bald darauf wurden die anderen Parteien aufgelöst; bei der Parlaments„wahl“ am 15. Mai 1949 war nur noch eine Partei – die MDP – zugelassen. 1948 wurde Ungarn dem Kommunismus nach sowjetischem Vorbild unterworfen. Das gleiche Wahlrecht für beide Geschlechter wurde zu einem formalen Recht degradiert. 
Am 20. August 1949 wurde eine Verfassung nach sowjetischem Vorbild beschlossen.
Von 1948 bis 1953 praktizierten die ungarischen Kommunisten unter Mátyás Rákosi einen stalinistischen Kurs.
Bis 1953 wurden mehrere Schau- und Geheimprozesse veranstaltet, z. B. gegen Kardinal József Mindszenty, Paul Esterházy und László Rajk. Die ungarische politische Polizei Államvédelmi Hatóság (ÁVH) begann 1945 politische Gegner zu verfolgen. Sie wurde (auch und besonders in den Reihen der Kommunisten) gefürchtet. Für die Verhaftung von László Rajk war János Kádár verantwortlich. 1951 wurde auch Kádár der Unterstützung Titos angeklagt und verhaftet.
Ein letzter Geheimprozess 1953 sollte die Ermordung des schwedischen Diplomaten Raoul Wallenberg durch zionistische Verschwörer „beweisen“; Károly Szabó wurde im April 1953 festgenommen und ein halbes Jahr inhaftiert.
Nach dem Tod des sowjetischn Diktators Josef Stalin (5. März 1953) begann im Juni 1953 unter Ministerpräsident Imre Nagy eine Periode vorsichtiger Liberalisierung. Mit der Entmachtung Nagys 1955 durch die weitgehend unverändert gebliebene Parteispitze ging eine Restauration einher. Die politische Lage blieb angespannt. Rajk wurde rehabilitiert und am 6. Oktober 1956 unter großer öffentlicher Anteilnahme feierlich beerdigt (Näheres hier).
Am 23. Oktober 1956 begann ein Volksaufstand, in dessen Verlauf Imre Nagy erneut zum Ministerpräsidenten ernannt wurde.
Die sowjetische Armee schlug den Aufstand blutig nieder. Insgesamt fünf sowjetische Divisionen waren zwischen dem 1. November und 4. November daran beteiligt; als Besatzungsarmee verblieben etwa 100.000 sowjetische Soldaten in Ungarn. Imre Nagy wurde im Juni 1958 in einem Geheimprozess zum Tode verurteilt und am gleichen Tag gehängt. Bis 1963 wurden ca. 400 Menschen, vorwiegend Arbeiter, als Vergeltung für den Aufstand hingerichtet. Über 200.000 Ungarn verließen nach dem niedergeschlagenen Volksaufstand ihr Land und emigrierten nach Westeuropa oder Nordamerika. János Kádár war von 1956 bis zum Mai 1988 
Partei- und Regierungschef (→ Ära Kádár).

Staatswappen der Volksrepublik unter János Kádár.

Nach 1956 verschlechterten sich die Beziehungen Ungarns zu den Vereinigten Staaten drastisch. Am 4. November 1956 verurteilte die auf Betreiben der USA einberufene Generalversammlung der Vereinten Nationen in der Resolution 1004 (ES-II) mit 50 gegen 8 Stimmen (Russische Sowjetrepublik, Ukrainische Sowjetrepublik, Weißrussische Sowjetrepublik, Rumänien, Bulgarien, Tschechoslowakei, Polen, Albanien) bei 15 Enthaltungen (Afghanistan, Burma, Ceylon, Ägypten, Finnland, Indien, Indonesien, Irak, Jordanien, Libyen, Nepal, Saudi-Arabien, Syrien, Jemen und Jugoslawien) die sowjetische Intervention in Ungarn. 
Ab 1960 liefen geheime Verhandlungen zwischen den USA und der Kádár-Regierung in Ungarn, die in einem nicht schriftlich niedergelegten Abkommen am 20. Oktober 1962 mündeten. In dessen Folge erließ die ungarische Regierung 1963 eine Generalamnestie für die nach 1956 Verurteilten und die Vereinigten Staaten unternahmen im Gegenzug keine Anstrengungen mehr, die ungarische Frage vor die Vollversammlung der Vereinten Nationen zu bringen. 
Eine weitere Belastung des US-amerikanisch-ungarischen Verhältnisses stellte der Fall József Mindszenty. Der Erzbischof und Kardinal war 1956 im Volksaufstand aus der Haft befreit worden und hatte sich in der Endphase des Aufstandes in die US-amerikanische Botschaft in Budapest geflüchtet. Nach 15 Jahren in der Botschaft verließ Mindszenty schließlich auch auf Drängen des Papstes die Botschaft und ging ins Exil. 
Ab den 1960er Jahren erfolgte eine vorsichtige innenpolitische Liberalisierung. Ab 1968 gab es Wirtschaftsreformen und die Zeit des Gulaschkommunismus begann. Im März 1973 kam es auch zu einem Abkommen über bislang strittige Vermögensfragen; in den folgenden Jahren bediente Ungarn alte Kreditforderungen aus den Nachkriegsjahren 1921/22 und zahlte Entschädigungen für 1947/48 verstaatlichtes amerikanisches Eigentum.
Zu einem Streitpunkt von tiefergehendem Symbolwert entwickelte sich die Frage der Rückgabe der ungarischen Kroninsignien, einschließlich der Stephanskrone, des jahrhundertelangen Staatssymbols Ungarns, die 1945 nach Kriegsende in amerikanische Hände geraten waren. 
Die USA standen insbesondere nach 1956 auf dem Standpunkt und wurden darin auch von exil-ungarischen Verbänden bestärkt, dass die Rückgabe nur an ein freies Ungarn erfolgen könne. Angesichts der zunehmenden innenpolitischen Entspannung in Ungarn und der aus Sicht der USA überwiegend konstruktiven Außenpolitik der Kádár-Regierung gab die Regierung Carter 1977 die Kroninsignien zurück.
1988 setzte der friedliche Systemwechsel mit der Bildung erster Oppositionsgruppen ein. Am 27. Mai 1988 gab Kádár aus Alters- und Gesundheitsgründen sowie angesichts wachsender ökonomischer Schwierigkeiten Ungarns sein Amt als Generalsekretär der KP auf. Károly Grósz (1930–1996) wurde sein Nachfolger. Zum 1. Januar 1988 wurde den Ungarn Reisefreiheit auch ins westliche Ausland gewährt. In der KP übernahmen Ende 1988 Wirtschaftsreformer die Macht; Miklós Németh wurde am 24. November 1988 Ministerpräsident (dieses Amt hatte seit dem 25. Juni 1987 Grósz bekleidet). 
Németh strich – eine seiner ersten Amtshandlungen – die Etatposten „Instandhaltung des Signalsystems“ an der Grenze zu Österreich. Ungarn hatte damals Auslandsschulden in Höhe von etwa 17 Milliarden US-Dollar. Am 6. Juli 1989 wurde Imre Nagy rehabilitiert und am 23. Oktober 1989 die dritte Ungarische Republik ausgerufen.
Am 2. Mai 1989 begann Ungarn die Grenzanlagen zu Österreich abzubauen. Ein Faktor dafür waren wohl Kostengründe; die fällige Reparatur des baufälligen Grenzzauns war der ungarischen Regierung zu teuer.
Der Beitritt Ungarns zur Genfer Flüchtlingskonvention wurde am 12. Juni 1989 wirksam. Ungarn konnte nun die Abschiebung von Flüchtlingen in ihre Heimatländer unter Verweis auf international bindende Vereinbarungen verweigern.
Am 27. Juni 1989 trafen sich die Außenminister von Österreich (Alois Mock) und von Ungarn (Gyula Horn) am Grenzzaun und schnitten ihn symbolisch mit Bolzenschneidern durch.
Am Plattensee und anderswo füllten sich in den folgenden Wochen Campingplätze; in Budapest füllten sich Parkanlagen und das Botschaftsgelände der Bundesrepublik mit zehntausenden DDR-Bürgern.
Die symbolische Öffnung eines Grenztors zwischen Österreich und Ungarn beim Paneuropäischen Picknick am 19. August 1989 galt und gilt als erste „offizielle“ Öffnung des Eisernen Vorhangs. Die Auswirkungen dieser zunächst von der Weltöffentlichkeit wenig beachteten Maßnahme waren dramatisch und trugen entscheidend zum Fall des Eisernen Vorhangs, dem Fall der Mauer, dem Zusammenbruch der Sowjetunion, dem Zerfall des Ostblocks und des Warschauer Pakts und zur Demokratisierung Osteuropas sowie zur deutschen Wiedervereinigung bei.
Am 25. März und 8. April 1990 fand in Ungarn die erste freie Parlamentswahl seit November 1945 statt.

## Liberale Demokratie und westliche Integration (1989–2010)
Am 23. Oktober 1989 – dem Jahrestag des Ungarischen Volksaufstands – wurde vom amtierenden Staatsoberhaupt Mátyás Szűrös die Republik Ungarn als demokratische und parlamentarische Republik ausgerufen. Am 25. März 1990 fanden freie Wahlen statt (zweite Runde am 8. April), die das Ungarische Demokratische Forum (MDF) mit 24,72 Prozent der Stimmen gewann. Es bildete zusammen mit der Unabhängigen Partei der Kleinen Landwirte (FKGP) und der Christlich-Demokratischen Volkspartei (KDNP) die Regierung. Der Vorsitzende des MDF, József Antall, wurde am 23. Mai 1990 zum Ministerpräsidenten gewählt. Das vorrangige Ziel der Regierungspolitik bestand in der Einführung der Marktwirtschaft sowie der Integration Ungarns in die Europäische Union. Ein erster Schritt war am 26. Juni 1990 der Beschluss, aus dem Warschauer Pakt auszutreten. Das Parlament wählte am 3. August Árpád Göncz zum Staatspräsidenten. Aufgrund einer Vereinbarung von 1990 verließen die 50.000 stationierten Soldaten der sowjetischen Armee bis Ende 1991 das Land. Am 8. Februar 1994 wurde das Land Mitglied in der Partnerschaft für den Frieden, im April wurde der Antrag auf Mitgliedschaft in der Europäischen Union gestellt.
Die Parlamentswahl am 8. Mai 1994 gewann die Ungarische Sozialistische Partei (MSZP) mit 53 Prozent der Stimmen. Sie bildete zusammen mit den Freien Demokraten (SZDSZ) die Regierung. Neuer Ministerpräsident wurde Gyula Horn. Am 19. März 1995 wurde der slowakisch-ungarische und am 16. September 1996 der ungarisch-rumänische Grundlagenvertrag unterzeichnet. Die Beitrittsverhandlungen mit der Europäischen Union begannen am 31. März 1998, im gleichen Jahr wurde auch ein Antrag auf Mitgliedschaft in der NATO gestellt.
Am 10. Mai 1998 fanden Parlamentswahlen statt, die ein Bündnis aus dem Bund Junger Demokraten (FIDESZ) und der Ungarischen Bürgerlichen Partei (MPP) mit 38,3 Prozent der Stimmen gewann. Dieses Bündnis bildete zusammen mit der Unabhängigen Partei der Landwirte (FKGP) und dem Ungarischen Demokratischen Forum (MDF) eine Koalition. Ministerpräsident wurde der Vorsitzende des FIDESZ, Viktor Orbán. Am 12. März 1999 wurde Ungarn Mitglied der NATO. 2000 wurde Ferenc Mádl zum Staatspräsidenten gewählt.
Die Parlamentswahl am 7. April 2002 gewann mit 41,5 Prozent der Stimmen die Ungarische Sozialistische Partei (MSZP). Sie bildete zusammen mit den Freien Demokraten (SZDSZ) eine Regierung, der parteilose Péter Medgyessy wurde neuer Ministerpräsident. Am 12. April 2003 fand eine Volksabstimmung über den Beitritt Ungarns zur Europäischen Union statt, 83,8 Prozent der Wähler stimmten dafür. Am 16. April 2003 wurden die Verträge über den Beitritt unterzeichnet, seit dem 1. Mai 2004 ist Ungarn im Zuge der EU-Osterweiterung Mitglied der Europäischen Union. Bei der Präsidentschaftswahl am 6. und 7. Juni 2005 setzte sich der ehemalige Präsident des Ungarischen Verfassungsgerichtes László Sólyom gegen die Parlamentspräsidentin Katalin Szili im dritten Wahlgang mit 185 zu 182 Stimmen durch. Seine Amtseinführung fand am 5. August statt.
In Ungarn ist es bis 2006 bei jeder Parlamentswahl zu einem Sieg der Opposition und somit zu einem Regierungswechsel gekommen. Erst bei den Wahlen im April 2006 wurde eine amtierende Regierung wiedergewählt.
Die Ministerpräsidenten seit 1990:
- 1990–1993 József Antall, MDF (im Amt gestorben)
- 1993–1994 Péter Boross, MDF
- 1994–1998 Gyula Horn, MSZP
- 1998–2002 Viktor Orbán, FIDESZ
- 2002–2004 Péter Medgyessy, MSZP (zurückgetreten)
- 2004–2009 Ferenc Gyurcsány, MSZP
- 2009–2010 Gordon Bajnai, aufgestellt von der MSZP
- seit 2010 Viktor Orbán, FIDESZ

## „Illiberaler Staat“ unter Viktor Orbán (seit 2010)

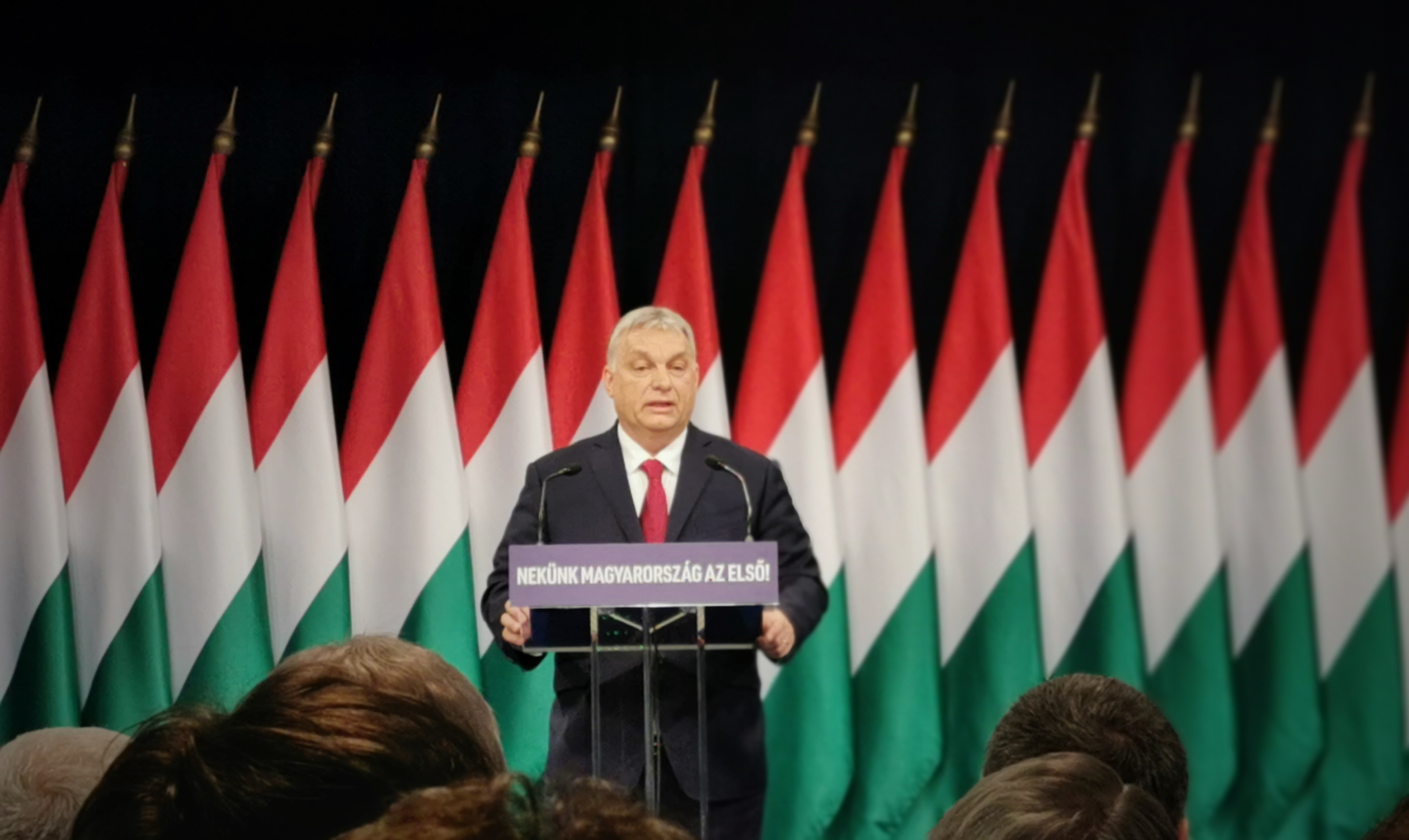
Viktor Orbán bei einer Rede (2020)

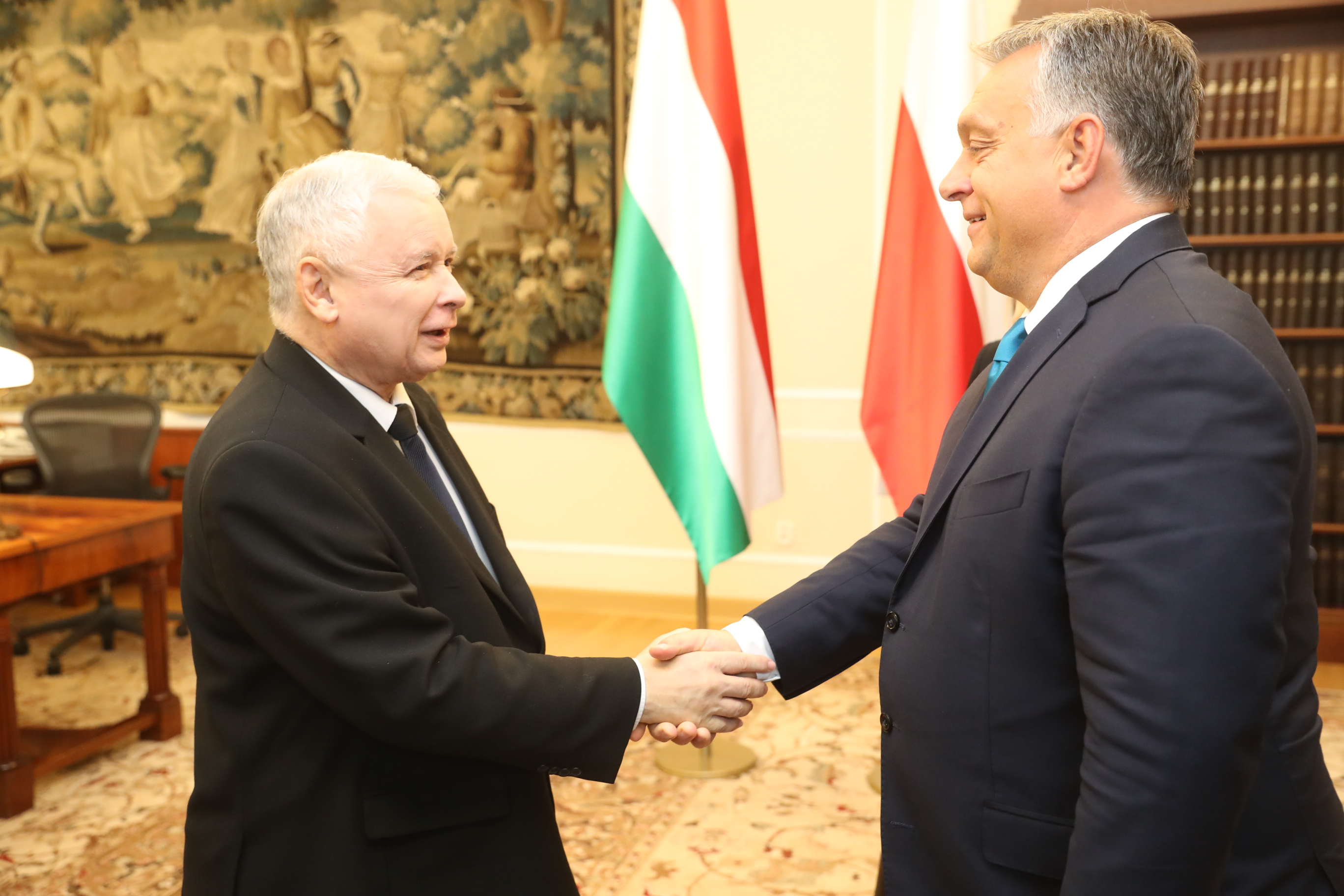
Viktor Orbán bei einem Treffen mit Jarosław Kaczyński im September 2017

Bei der Parlamentswahl am 11. und 25. April 2010 erhielt
Orbáns nationalkonservatives Wahlbündnis Fidesz-KDNP 52,73 Prozent der Stimmen; die Fraktionsgemeinschaft beider Parteien hatte 263 der 386 Mandate im ungarischen Parlament und damit eine für Verfassungsänderungen notwendige Zweidrittelmehrheit. Die MSZP (Sozialisten) erhielten 19,3 Prozent der Stimmen und 59 Mandate; die rechtsextremistische Jobbik erhielt 16,67 Prozent der Stimmen und 47 Mandate. Mit einem Achtungserfolg und 17 Mandataren zog die erst 2009 gegründete grün-liberale LMP ins Parlament ein und bildete dort die kleinste Fraktion. Die beiden gemäßigten Großparteien der Wendezeit, der linksliberalen SzDSz und die bürgerliche MDF, scheiterten an der 5-Prozent-Hürde; dies begünstigte den Erdrutschsieg des Fidesz.
Im Parlament hatte das Ergebnis der Wahlen eine Machtverschiebung zu den rechtsgerichteten Parteien zur Folge, etwa 70 % der Wähler hatten für rechte oder rechtsextreme Parteien gestimmt. Viktor Orbán konnte angesichts eines Übergewichts von 80 Prozent der rechten und extrem rechten Kräfte an Mandaten im Parlament und einer „erfolgreichen Revolution an den Wahlurnen“ seine Gedanken eines über die Schaffung eines „zentralen politischen Kräftefeldes“ im Gewand des siegreichen Fidesz zügig verwirklichen. Gleich zu Beginn seiner Amtszeit ließ Orbán ein neues restriktives Mediengesetz ausarbeiten, welches den Regierenden erlaubt, Journalisten streng zu bestrafen, wenn sie nicht – wie es u. a. im Gesetzestext heißt – „ausgewogene, relevante und objektive Informationen“ über die ungarische Regierungspolitik veröffentlichen. Die Beurteilung der Inhalten obliegt dabei dem Medienrat, der Teil der von der Orbán-Regierung neugeschaffenen Medienbehörde NMHH ist. Mit dem Mediengesetz legte Orbán laut der österreichischen Journalisten Roland Androwitzer und Ernst Gelegs die Basis dafür, den öffentlich-rechtlichen Rundfunk unter die totale Kontrolle der Regierung zu bringen. Der Ministerpräsident fusionierte die Fernsehsender M1, M2 und Duna-TV sowie die drei überregionalen Radiosender Petöfi, Kossuth und Bartók und auch noch die ungarische Nachrichtenagentur MTI unter einem Dach namens MTVA. Rund 1.000 Angestellte wurden gekündigt und Nachrichtenredaktionen zu einer „Superredaktion“ zusammengelegt. Somit gibt es nur noch eine Redaktion, die für alle Sender produziert. Dadurch würden Meinungsvielfalt und Pluralismus im öffentlich-rechtlichen Rundfunk nicht mehr existieren, so Androwitzer und Gelegs.
Ökonomisch setzte die neue Orbán-Regierung auf eine sogenannte „unorthodoxe Wirtschaftspolitik“, die sich vor allem gegen ausländische Großkonzerne richtet. Die Vorgängerregierung aus Sozialisten und Linksliberalen konnte eine Staatspleite mit einem 20-Milliarden-Kredit des Internationalen Währungsfonds (IWF) zwar verhindern, aber die makroökonomischen Daten Ungarns waren schlecht. Die Gesamtverschuldung belief sich auf 80 Prozent des Bruttoinlandsproduktes, das Haushaltsdefizit betrug Ende 2009 mehr als vier Prozent, die Wirtschaftsleistung ging stark zurück und die Arbeitslosenquote stieg rapide. Die erste Maßnahme des neuen Ministerpräsidenten, eine Bankensteuer mit 0,45 % der Bilanzsumme, erfolgte bereits zwei Monate nach seinem Amtsantritt. Im Herbst 2010 kamen drei weitere Branchen zur Besteuerung hinzu: Energiekonzerne, Telekommunikationsunternehmen und Supermarktketten. Diese drei Branchen sind mehrheitlich in ausländischen Händen.
Die nationalkonservative Regierung griff auch zu typisch sozialistischen Wirtschaftsinstrumenten der Zentralisierung und Verstaatlichung. Den Universitäten, Schulen und Krankenhäusern wurde die Autonomie genommen.
Am 7. Februar 2011 erklärte Viktor Orbán in einer Rede zur Lage der Nation, dass Ungarn eine neue Verfassung brauche, da die aktuelle nicht die Verfassung Ungarns, sondern nach sowjetischem Muster ausgearbeitet worden sei. Tatsächlich war das alte Grundgesetz Ungarns 1949 nach sowjetischem Vorbild verfasst worden, jedoch kam es nach der Wende 1989 zu einer umfassenden Verfassungsänderung, in der sich Ungarn als parlamentarische Demokratie und Rechtsstaat nach westlichem Vorbild definierte. Das nun von der nationalkonservativen Regierung ausgearbeitete Grundgesetz wurde in neun Tagen, ohne vorherige nationale und gesellschaftliche, politische und juristische Diskussion durch das Parlament gebracht und trat am 1. Januar 2012 offiziell in Kraft. Die Präambel des neuen Grundgesetzes sollte mit ihrem „nationalen Glaubensbekenntnis“ und dem Konzept der heiligen ungarischen Stephanskrone die Vollendung des Wandels absegnen. In der Verfassung wurde das ethnische Verständnis der Nation verkündet und die „ungarische Nation“ als christliche Gemeinschaft definiert. Die Stephanskrone gilt als Trägerin der ungarischen Souveränität und heiliges Symbol, deren Beleidigung mit Strafen geahndet wird. Die „Familie“ wird als Grundlage der „ungarischen Nation“ bezeichnet und ganz klar als Zusammenleben von Mann, Frau und Kind definiert.
Bei der Parlamentswahl im April 2014 gewann Orbáns nationalkonservative Fidesz-Partei mit knapp 45 Prozent erneut klar die Wahlen. Allerdings hatte die Partei verglichen mit der Wahl im Jahr 2010 rund 600.000 Stimmen, also fast ein Viertel ihrer Wähler, verloren. Dennoch erreichte der Fidesz auch dank eines neuen Mehrheitswahlrechts eine Zweidrittel-Mehrheit im Parlament, welche aber durch die Ergebnisse einer Nachwahl wieder verloren ging. Nach dem erneuten Wahlsieg erteilte Orbán Ende Juli 2014 in einer Rede im rumänischen Siebenbürgen der liberalen Demokratie eine totale Absage und kündigte den Aufbau eines „illiberalen Staates“ nach dem Vorbild Russlands, der Türkei und Chinas an. Bei der Parlamentswahl 2018 und 2022 erreichte Orbáns Fidesz-Partei jeweils eine Zweidrittelmehrheit im Parlament.
Im Oktober 2024 überholte die oppositionelle Tisztelet és Szabadság Párt (Tisza) unter Péter Magyar als erste Partei Orbáns Fidesz nach 18 Jahren knapp in zwei Wahlumfragen. In beiden wurde Fidesz nur noch zweitstärkste Kraft mit 37 % der Stimmen, Tisza erreichte 39 %.  Am 1. Januar 2025 forderte Magyar als Oppositionsführer vorgezogene Neuwahlen.